# 18. September
Der 18. September ist der 261. Tag des gregorianischen Kalenders (der 262. in Schaltjahren), somit bleiben 104 Tage bis zum Jahresende.

## Ereignisse

### Politik und Weltgeschehen
- 0014: Im römischen Senat wird das Testament des Kaisers Augustus eröffnet. Tiberius wird zu seinem Nachfolger bestimmt und erhält zwei Drittel des Erbes, die Kaiserwitwe Livia Drusilla ein Drittel.

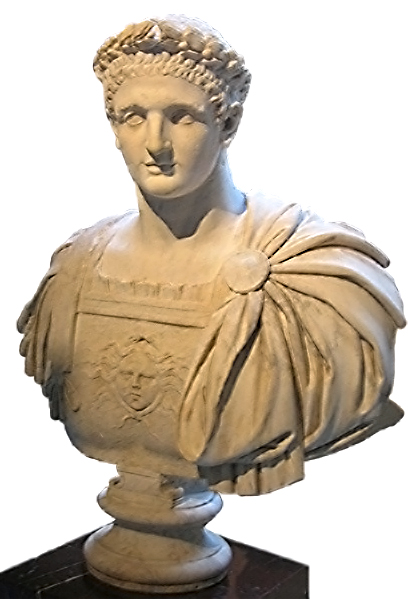
96 n. Chr.: Domitian

- 0096: Der römische Kaiser Domitian, Bauherr des Limes, wird von einem Hofbeamten erdolcht. Sein Nachfolger wird Nerva, der die Linie der Adoptivkaiser begründet.
- 0324: Konstantin I. schlägt seinen Kontrahenten Licinius in der Schlacht von Chrysopolis und erringt so die Alleinherrschaft im Römischen Reich.
- 1180: Nach dem Tod seines Vaters Ludwig VII. wird Philipp II. König von Frankreich.
- 1400: Owain Glyndŵr brennt mit Getreuen anlässlich einer Fehde mit dem benachbarten Adligen Reginald Grey die nordwalisische Stadt Ruthin weitgehend nieder. Er wiederholt dies in weiteren Orten des Nachbarbesitztums. Die Aktion wird zum Keim eines späteren Unabhängigkeitsaufstandes der Waliser gegen den englischen König Heinrich IV.
- 1454: In der Schlacht bei Konitz des Dreizehnjährigen Krieges kann das zahlenmäßig deutlich unterlegene Aufgebot des Deutschen Ordens das polnische Heer von König Kasimir IV. Andreas vernichtend schlagen.

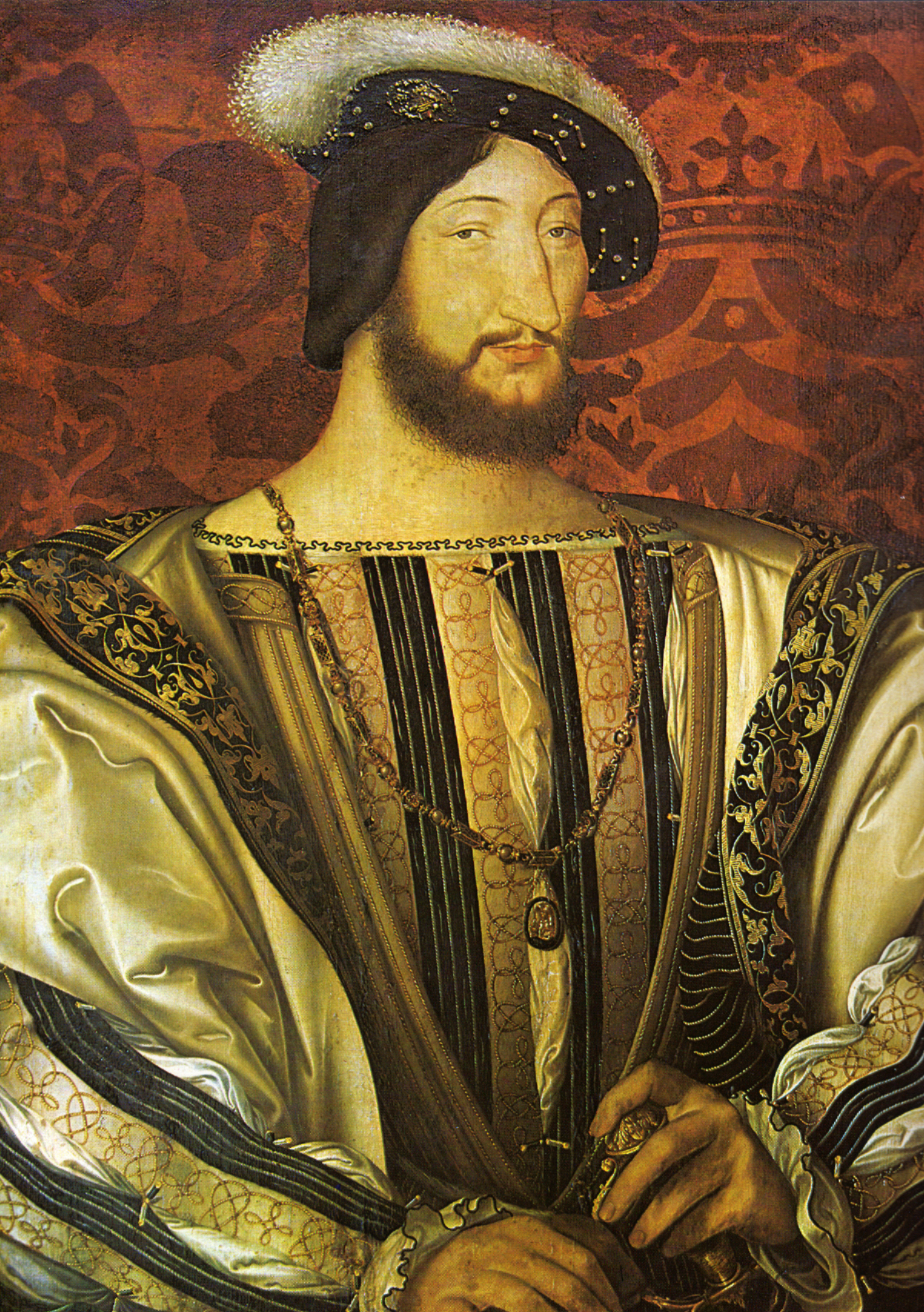
1544: Franz I.

- 1544: Im Frieden von Crépy akzeptiert der französische König Franz I. endgültig den Damenfrieden von Cambrai und den Vertrag von Madrid. Er sichert seinem Vertragspartner Karl V. zu, ihn im Kampf gegen die Türken und – in einem geheimen Zusatzabkommen – auch gegen die Protestanten im Reich zu unterstützen. Beide Seiten geben bestimmte territoriale Ansprüche auf.
- 1641: Die Belagerung von Dorsten endet mit der schriftlichen Kapitulation der Stadt vor den von Melchior von Hatzfeldt geführten Reichstruppen.
- 1739: Der Friede von Belgrad beendet den 7. Österreichischen Türkenkrieg. Österreich verliert die meisten Eroberungen aus dem letzten Türkenkrieg wieder.
- 1759: Im Franzosen- und Indianerkrieg erobern die Briten Québec.
- 1794: Während der Französischen Revolution entscheidet sich der Nationalkonvent für den Laizismus, die Trennung zwischen Staat und religiösen Institutionen.
- 1810: Der erste cabildo abierto (öffentlicher Bürgerrat) in Santiago de Chile wird als Beginn des chilenischen Unabhängigkeitsprozesses angesehen.
- 1814: Nach der Abdankung Napoleons beraten Politiker und Könige aus rund 200 Ländern im zunächst inoffiziellen Wiener Kongress die Neuordnung Europas.

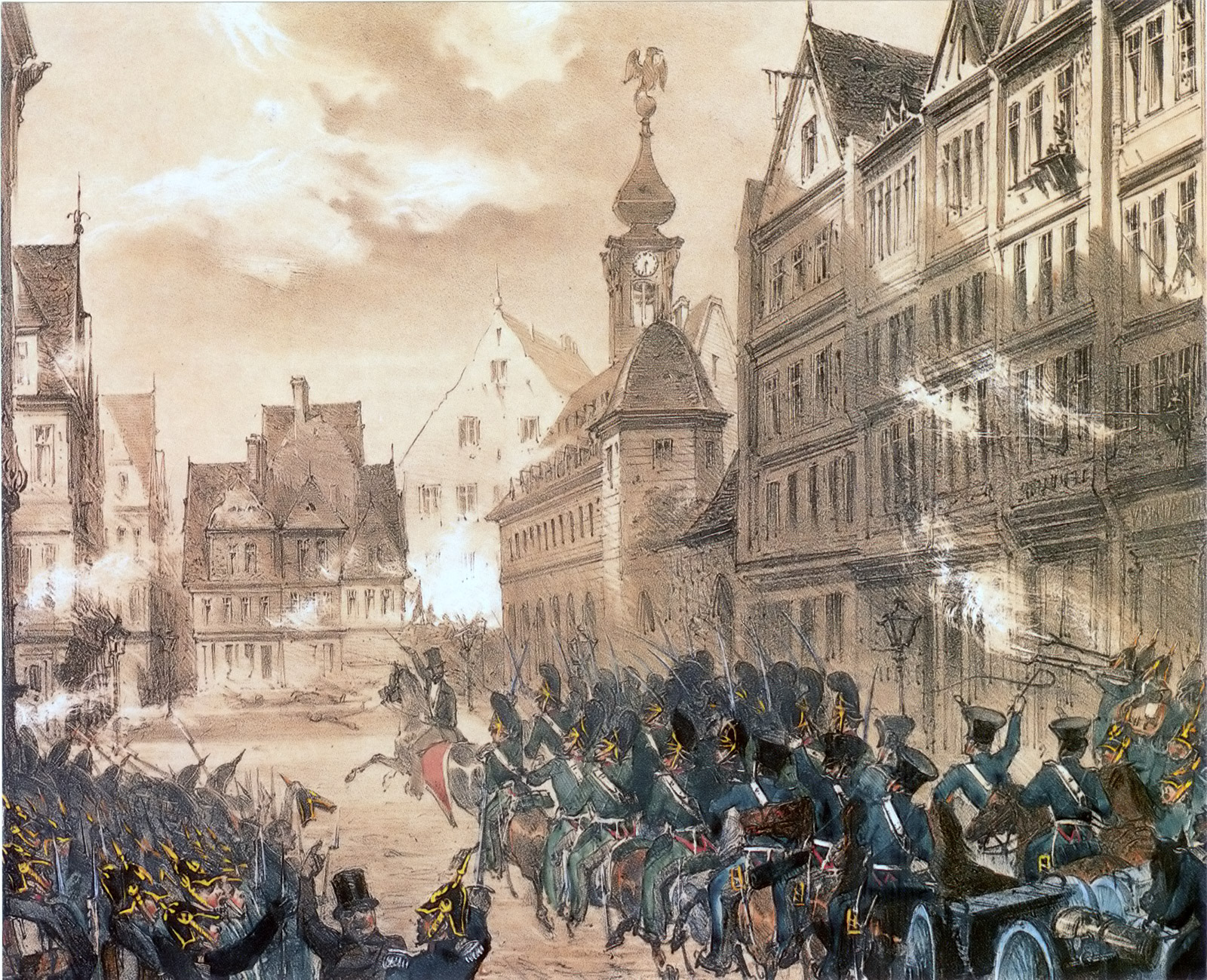
1848: Barrikadenkämpfe in Frankfurt

- 1848: Bei den Septemberunruhen in der Freien Stadt Frankfurt werden die Abgeordneten der Frankfurter Nationalversammlung Hans von Auerswald und Felix von Lichnowsky ermordet. Bei Barrikadenkämpfen fallen 30 Aufständische und 12 Soldaten.
- 1860: Die piemontesische Armee siegt in der Schlacht von Castelfidardo über die päpstlichen Truppen, was eine Annexion großer Teile des Kirchenstaates nach sich zieht. Der Sieg ebnet den Weg für eine Vereinigung des Königreiches Sardinien-Piemont mit dem Königreich Neapel unter Viktor Emanuel II. von Savoyen im Risorgimento.
- 1868: In Spanien kommt es zu einer Erhebung gegen die Herrschaft Königin Isabellas II.
- 1872: Nach dem Tod seines Bruders Karls XV. wird Oskar II. König von Schweden und von Norwegen.
- 1898: Ein britisches Kanonenboot erreicht den sudanesischen Ort Faschoda am Weißen Nil. Die im dortigen Fort befindlichen Franzosen werden von den Briten zum Abzug aufgefordert. Zwischen den beiden europäischen Kolonialmächten kommt es dadurch zur Faschoda-Krise.
- 1906: In Chile übernimmt Pedro Montt nach seinem Wahlsieg vom Juni das Präsidentenamt von Germán Riesco Errázuriz.
- 1915: An der Ostfront kann die deutsche Armee die von den zaristischen Truppen kurz zuvor geräumte litauische Stadt Wilna einnehmen.
- 1925: Als erste größere Partei in Europa erhebt die SPD in ihrem beschlossenen Heidelberger Programm die Forderung nach Verwirklichung der Vereinigten Staaten von Europa.

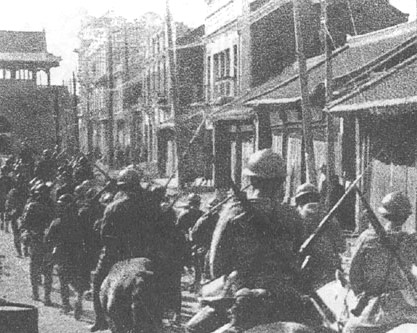
1931: Japanische Truppen in Shenjang

- 1931: Die Mandschurei-Krise beginnt. Japanische Truppen besetzen als Folge des Mukden-Zwischenfalls die mandschurische Stadt Mukden (heute Shenyang). Fünf Monate später erklärt Japan die Mandschurei zur Republik Mandschukuo.
- 1934: Die UdSSR wird als 59. Mitglied in den Völkerbund aufgenommen und verlässt so ihre politische Isolation.
- 1939: Nachdem nach den Deutschen am Vortag auch die Sowjetunion mit einer Invasion begonnen hat, muss sich die polnische Regierung unter Präsident Ignacy Mościcki nach Rumänien absetzen.
- 1939: Dem im Zweiten Weltkrieg vom neutralen Estland im Hafen der Hauptstadt Tallinn festgesetzten polnischen U-Boot Orzeł gelingt es zu fliehen.
- 1944: Bei der Versenkung des mit alliierten Kriegsgefangenen und indonesischen Zwangsarbeitern „beladenen“ japanischen Frachters Jun’yō Maru im Pazifikkrieg, einem Höllenschiff, durch das britische U-Boot HMS Tradewind vor der Südwestküste von Sumatra sterben etwa 5620 Menschen. 723 Überlebende werden von Japan als Zwangsarbeiter auf der Death Railway eingesetzt.
- 1944: Bei einem Luftangriff der Alliierten wird die Stadt Wesermünde (heute Bremerhaven) fast völlig zerstört.
- 1947: Der US-amerikanische Auslandsgeheimdienst Central Intelligence Agency (CIA) wird gegründet.
- 1948: Bei der Luftbrücke werden 897 Flüge nach West-Berlin an einem einzigen Tag durchgeführt, die höchste Zahl aller Flüge an einem Tag.
- 1961: Das Flugzeug mit dem amtierenden UN-Generalsekretär Dag Hammarskjöld an Bord stürzt unter ungeklärten Umständen bei einer Friedensmission im Kongo ab. Sein Nachfolger wird U Thant.
- 1973: Die UN-Generalversammlung beschließt die Aufnahme beider deutschen Staaten in die Vereinten Nationen.

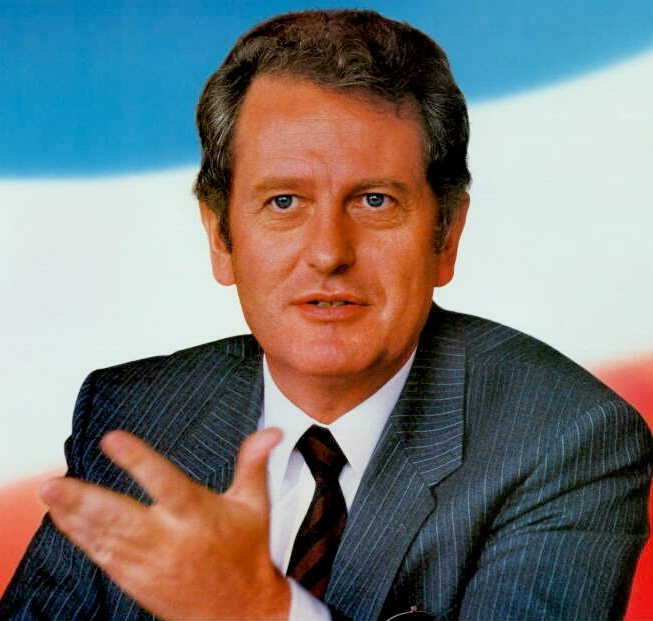
1987: Uwe Barschel

- 1987: In der Barschel-Affäre versucht Uwe Barschel in einer Pressekonferenz mit einem persönlichen Ehrenwort, die gegen ihn erhobenen Vorwürfe zu entkräften.
- 1988: General Saw Maung putscht sich in Myanmar an die Macht und entmachtet Staatspräsident Maung Maung Kha.
- 1990: Liechtenstein wird Mitglied der Vereinten Nationen.
- 1996: Am frühen Morgen wird an der Ostküste Südkoreas ein auf Felsen aufgelaufenes U-Boot der Sang-o-Klasse der Marine Nordkoreas entdeckt und das südkoreanische Militär alarmiert.
- 1997: In einem Referendum entscheidet sich die Bevölkerung von Wales mit knapper Mehrheit für die Einrichtung eines walisischen Regionalparlaments.
- 1997: In Kairo findet ein Terroranschlag auf Touristen vor dem Ägyptischen Museum statt. Neun deutsche Touristen und der ägyptische Busfahrer sterben.
- 2001: In den Vereinigten Staaten setzt mit dem Versand der ersten Briefe mit Milzbranderregern die Serie der Anthrax-Anschläge ein.
- 2005: Bei der Wahl zum 16. Deutschen Bundestag verliert die rot-grüne Bundesregierung ihre parlamentarische Mehrheit.
- 2005: In Afghanistan findet die erste Parlamentswahl nach dem Sturz der Taliban statt.
- 2014: Beim Referendum über die Unabhängigkeit Schottlands stimmt eine Mehrheit der Schotten für den Verbleib im Vereinigten Königreich.
- 2015: Der Abgasskandal wird publik.

### Wirtschaft
- 1837: In New York City gründen Charles Lewis Tiffany und John B. Young ein Schmuckunternehmen, aus dem die Firma Tiffany & Co. hervorgeht.

1851: The New York Times

- 1851: Die Erstausgabe der US-amerikanischen Tageszeitung The New York Times erscheint unter dem Titel The New York Daily Times.
- 1888: In Hamburg wird die Deutsch-Australische Dampfschiffs-Gesellschaft gegründet, die einen Linienverkehr zum fünften Kontinent einrichtet.
- 1927: In den USA beginnt das Vorläuferunternehmen der Columbia Broadcasting System (CBS) mit dem Senden von Radioprogrammen.
- 1940: Die Zollgrenze zwischen dem Sudetenland und dem Protektorat Böhmen und Mähren wird aufgehoben.
- 1949: Initiiert von den Buchhändlern Alfred Grade und Heinrich Cobet beginnt in der Paulskirche die erste Frankfurter Buchmesse der Nachkriegszeit unter der Teilnahme von 205 inländischen Verlagen.
- 1986: Der Berliner Großbäcker Horst Schiesser erwirbt für 1 DM die Wohnungsbestände der Neuen Heimat und etwa 17 Milliarden DM Schulden.
- 1998: Die Aktionäre der Daimler-Benz AG und Chrysler Corporation stimmen auf ihrer jeweiligen Hauptversammlung mehrheitlich der Fusion der Unternehmen zur DaimlerChrysler AG zu.
- 2008: Die britische Großbank Lloyds TSB beschließt, für die Summe von 12,2 Milliarden Pfund (rund 15,47 Milliarden Euro) die durch die eskalierende weltweite Finanzkrise in Bedrängnis geratene Hypothekenbank Halifax Bank of Scotland (HBOS) zu übernehmen.

### Wissenschaft und Technik

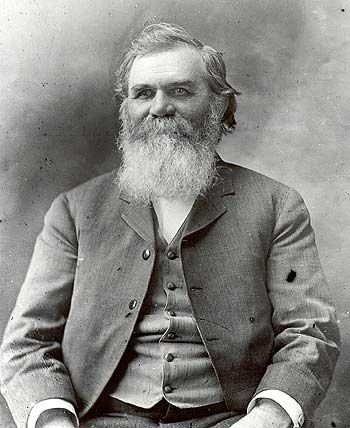
1895: Daniel David Palmer

- 1895: Daniel David Palmer betätigt sich als erster Chiropraktiker. Er korrigiert einen verschobenen Wirbel eines Patienten, was diesem seine Hörfähigkeit zurückgibt.
- 1959: Im Rahmen des Vanguard-Projektes wird abschließend der Satellit Vanguard 3 von den Vereinigten Staaten in einer erdnahen Umlaufbahn platziert.
- 1965: Japanische Amateurastronomen entdecken den Kometen Ikeya-Seki. Der Komet wird später so hell, dass er tagsüber neben der Sonne gesehen werden kann. Er gilt als einer der auffälligsten Kometen des zweiten Jahrtausends nach Christus.
- 1977: Voyager 1 nimmt das erste Foto auf, auf dem Erde und Mond (vollständig) zusammen zu sehen sind.
- 1984: Aus Gründen des Umweltschutzes beschließt die deutsche Bundesregierung, den Fahrzeugkatalysator ab 1989 zur Pflicht zu machen.
- 1984: Der US-Amerikaner Joseph Kittinger geht bei der ersten Alleinfahrt in einem Gasballon über den Atlantik nach einer Flugdauer von 83:40 Stunden bei Cairo Montenotte in Norditalien nieder.

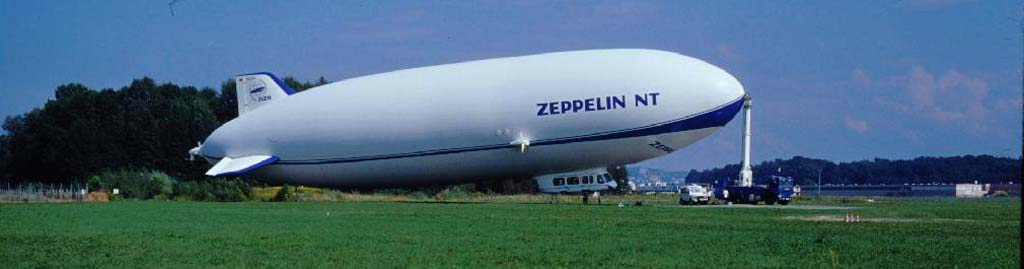
1997: Zeppelin NT

- 1997: Der erste Zeppelin NT belebt nach fast 60 Jahren die Zeppelin-Luftschifffahrt am Bodensee neu.
- 1997: Eine neue Unterart der Quastenflosser, der Manado-Quastenflosser, wird von Arnaz Mehta Erdmann im Norden von Sulawesi entdeckt.
- 2000: Verkündung der E-Government-Initiative BundOnline 2005 durch Bundeskanzler Gerhard Schröder auf der Expo 2000. Danach sollen bis zum Jahr 2005 alle rund 400 internetfähigen Dienstleistungen der Bundesverwaltung online bereitgestellt werden.
- 2004: Die Radiokohlenstoffdatierung von menschlichen Skelettresten aus einer Höhle bei Hagen ergeben ein Alter von 10.700 Jahren. Damit handelt es sich um mit die ältesten Überreste von anatomisch modernen Menschen in Deutschland.

### Kultur
- 1793: Der Grundstein für das Kapitol der Vereinigten Staaten in Washington, D.C. wird von George Washington gelegt.

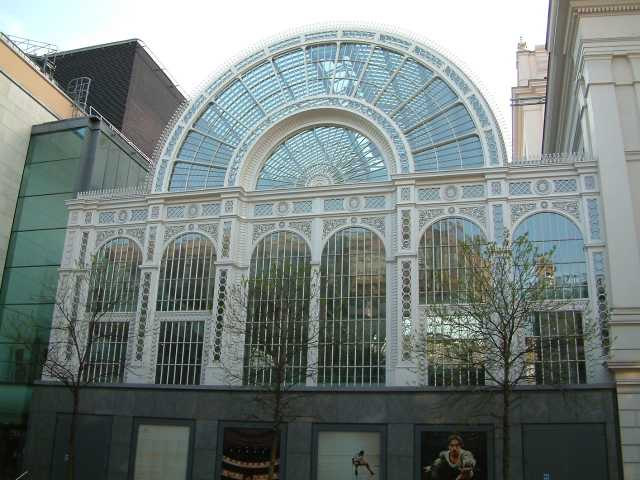
1808: The Royal Opera House

- 1809: Das 1808 zerstörte Theatre Royal, das spätere Royal Opera House in Covent Garden, London wird mit einer Aufführung von Shakespeares Macbeth wiedereröffnet.
- 1887: Carl Hagenbeck eröffnet seinen Internationalen Cirkus und Menagerie.
- 1899: In Toronto wird das im neuromanischen Stil erbaute Rathaus eröffnet, sowohl das größte Gebäude der Stadt wie auch größtes Verwaltungsgebäude in Nordamerika im Eröffnungszeitpunkt.
- 1910: Die Uraufführung der Oper Liebelei von František Neumann findet in Frankfurt am Main statt.
- 1915: In der US-amerikanischen Saturday Evening Post erscheint die Kurzgeschichte Extricating Young Gussie, mit der P. G. Wodehouse erstmals seine wiederkehrenden fiktiven Figuren Bertie Wooster, dessen Kammerdiener Reginald Jeeves und Tante Agatha einführt.
- 1919: Der Ufa-Filmpalast nimmt in Berlin seinen Kinobetrieb auf. Erster Film: Madame Dubarry von Ernst Lubitsch.

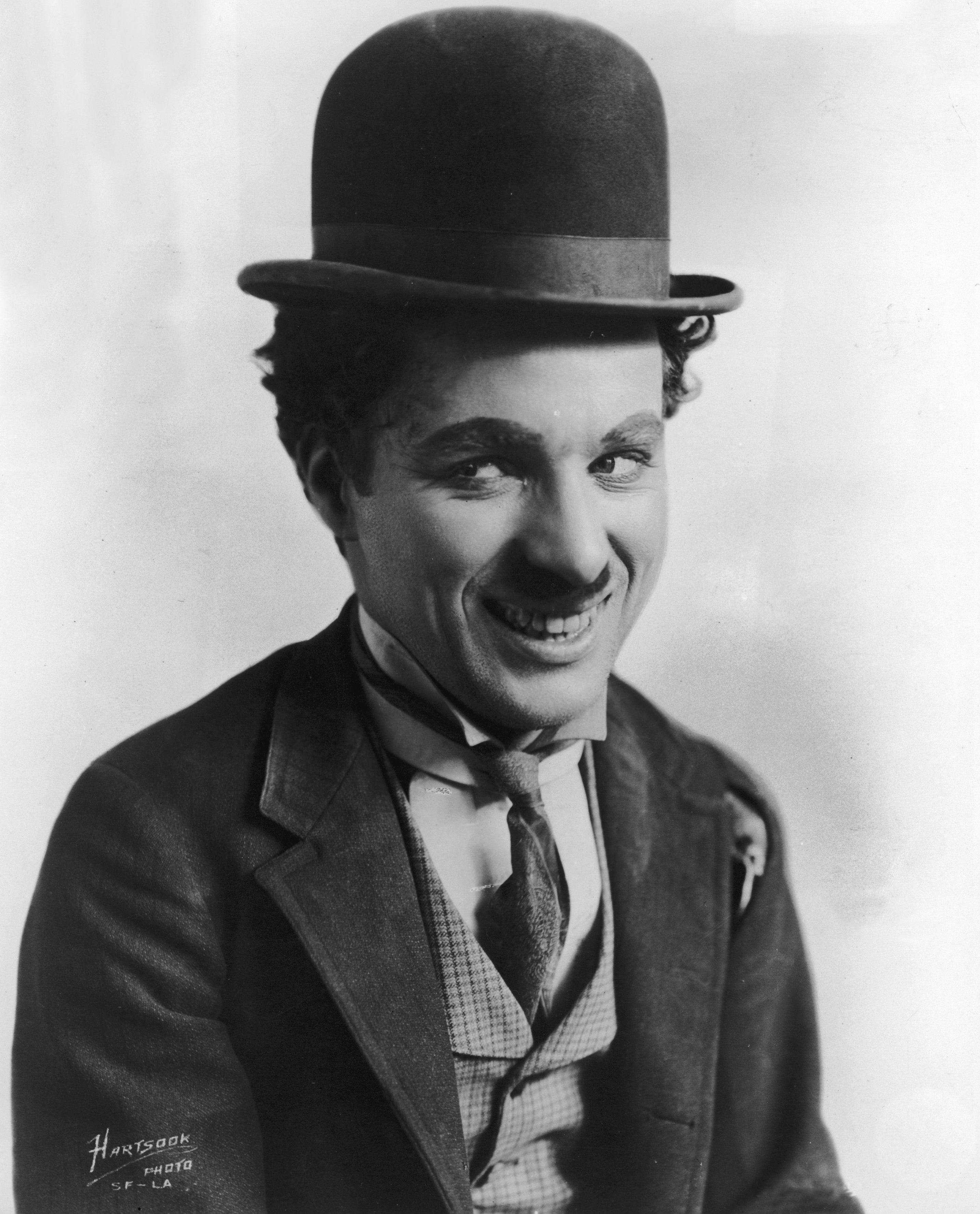
1952: Charlie Chaplin

- 1952: Charlie Chaplin verlässt die USA zu einer Europareise und darf auf Betreiben J. Edgar Hoovers nicht wieder einreisen.
- 1954: Die Uraufführung des Fellini-Films La Strada mit Anthony Quinn und Ehefrau Giulietta Masina findet in Rom statt.
- 1954: Bernhard Grzimeks Tierreport Kein Platz für wilde Tiere wird erstmals als Serie in der Illustrierten Revue vorabgedruckt.
- 1957: Die Berliner Kongresshalle wird für die Öffentlichkeit geöffnet.
- 1979: Mit einer „Klangwolke“ wird in Linz die erste Ars Electronica eröffnet.
- 1994: In Berlin geht mit SFB 4 Multi Kulti das erste 24-Stunden-Ausländerprogramm auf Sendung. Das Programm wird Ende 2008 aus Kostengründen eingestellt.
- 2006: In den USA nimmt der neue Sender The CW seinen Sendebetrieb auf. Der Sender ist aus einer Fusion von The WB und UPN entstanden.

### Gesellschaft

1964: Konstantin II. und Anne-Marie

- 1964: Der griechische König Konstantin II. und Prinzessin Anne-Marie von Dänemark heiraten in Athen.
- 1975: Patty Hearst, Enkeltochter des Verlegers Randolph Hearst, die sich nach ihrer Entführung durch die SLA dieser angeschlossen hatte, wird verhaftet.

### Religion
- 1437: Papst Eugen IV. verlegt mit der Entscheidung Doctoris Gentium das Konzil von Basel nach Ferrara, wohin ihm aber nur ein Teil der Teilnehmer folgt. Die anderen werden von ihm daraufhin exkommuniziert.
- 1840: In der Enzyklika Probe nostis befasst sich Papst Gregor XVI. mit der Verbreitung des katholischen Glaubens, namentlich der kirchlichen Missionsarbeit.
- 1899: Die Enzyklika Paternae von Papst Leo XIII. richtet sich an das Episkopat in Brasilien und hat die dortige Ausbildung der Kleriker zum Gegenstand.

### Katastrophen
- 1906: Hongkong wird von einem Taifun mit anschließender Flutwelle heimgesucht, was etwa 10.000 Menschen das Leben kostet.
- 1916: Beim Bruch der Talsperre an der Weißen Desse im Isergebirge sterben 62 Menschen.
- 1940: Der britische Ozeandampfer City of Benares wird vor der Rockall-Sandbank vom deutschen U-Boot U 48 ohne Vorwarnung torpediert und versenkt. Unter den 248 Todesopfern sind 77 Kinder eines britischen Kinderrettungsprogramms.
- 1974: Der Wirbelsturm Fifi zieht über Honduras, ca. 10.000 Tote.
- 1994: Heftige Vulkanausbrüche erfolgen auf der Insel Neubritannien, die die Stadt Rabaul fast gänzlich zerstören.
- 1998: Die Princess of the Orient, die größte in den Philippinen verkehrende Fähre kentert bei starkem Wind und hohem Wellengang nach einem Taifun. 150 der 388 Passagiere verlieren ihr Leben.

Kleinere Unglücksfälle sind in den Unterartikeln von Katastrophe und in der Liste von Katastrophen aufgeführt.

### Natur und Umwelt

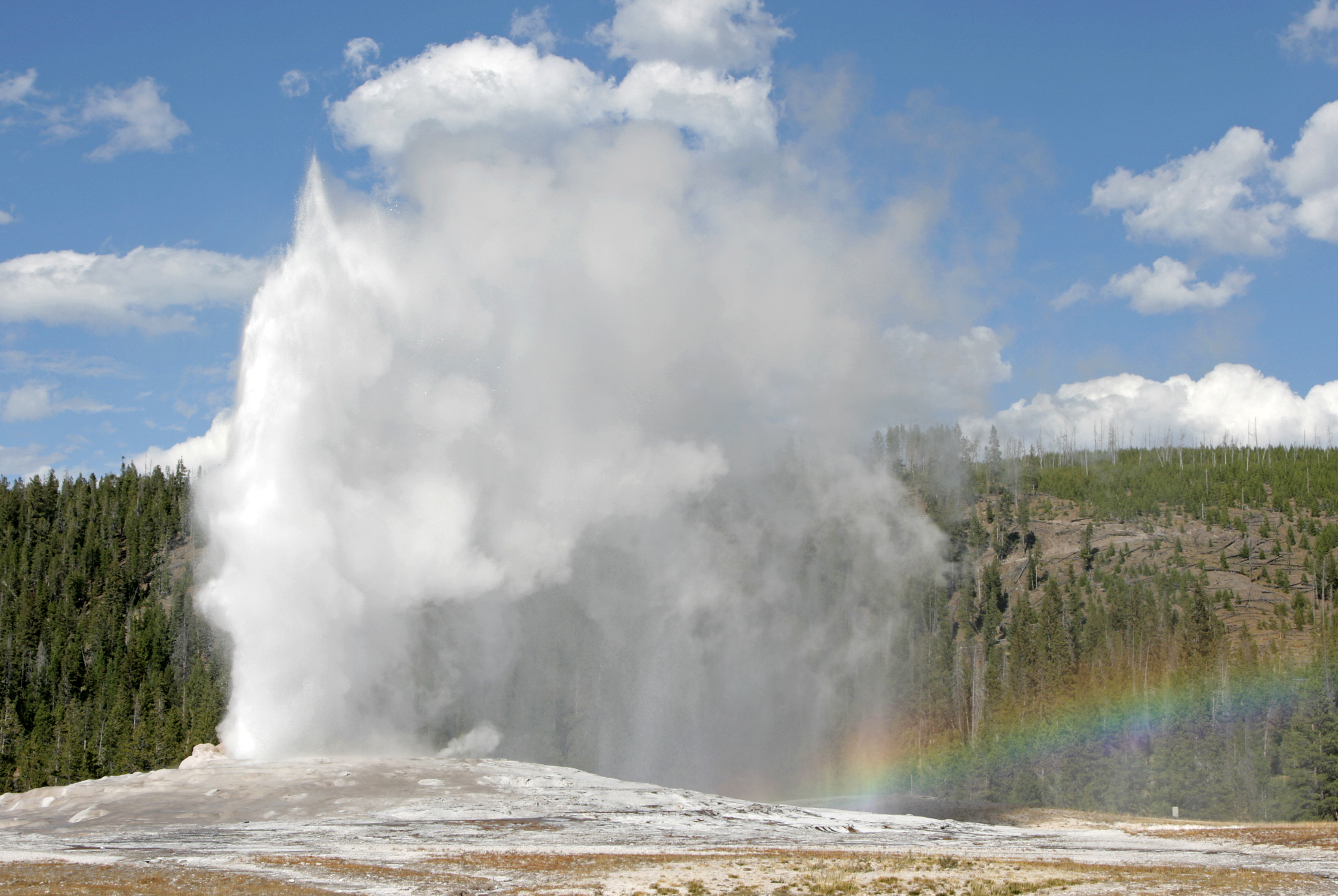
1870: Old Faithful

- 1870: Bei der Washburn-Langford-Doane-Expedition in das Gebiet des heutigen Yellowstone-Nationalparks in den Vereinigten Staaten sehen die ersten Weißen einen hier regelmäßig ausbrechenden Geysir. Von Henry Dana Washburn erhält er den Namen Old Faithful.
- 1962: In Thailand wird der Nationalpark Khao Yai eröffnet.

### Sport
- 1930: Mit dem sensationellen Sieg der US-amerikanischen Hochseeyacht Enterprise endet die seit 1851 ausgetragene Segelregatta America’s Cup.
- 1948: Stirling Moss siegt beim ersten Rennen auf dem britischen Goodwood Circuit auf einem Motorrad der 500-cm³-Klasse.
- 2015: Die achte Rugby-Union-Weltmeisterschaft beginnt in England und Wales.

Einträge von Leichtathletik-Weltrekorden befinden sich unter der jeweiligen Disziplin unter Leichtathletik.

## Geboren

### Vor dem 18. Jahrhundert
- 0053: Trajan, römischer Kaiser
- 0524: Kan Bahlam I., Herrscher (Ajaw) der Maya-Stadt Palenque
- 1091: Andronikos Komnenos, byzantinischer Prinz aus der Dynastie der Komnenen

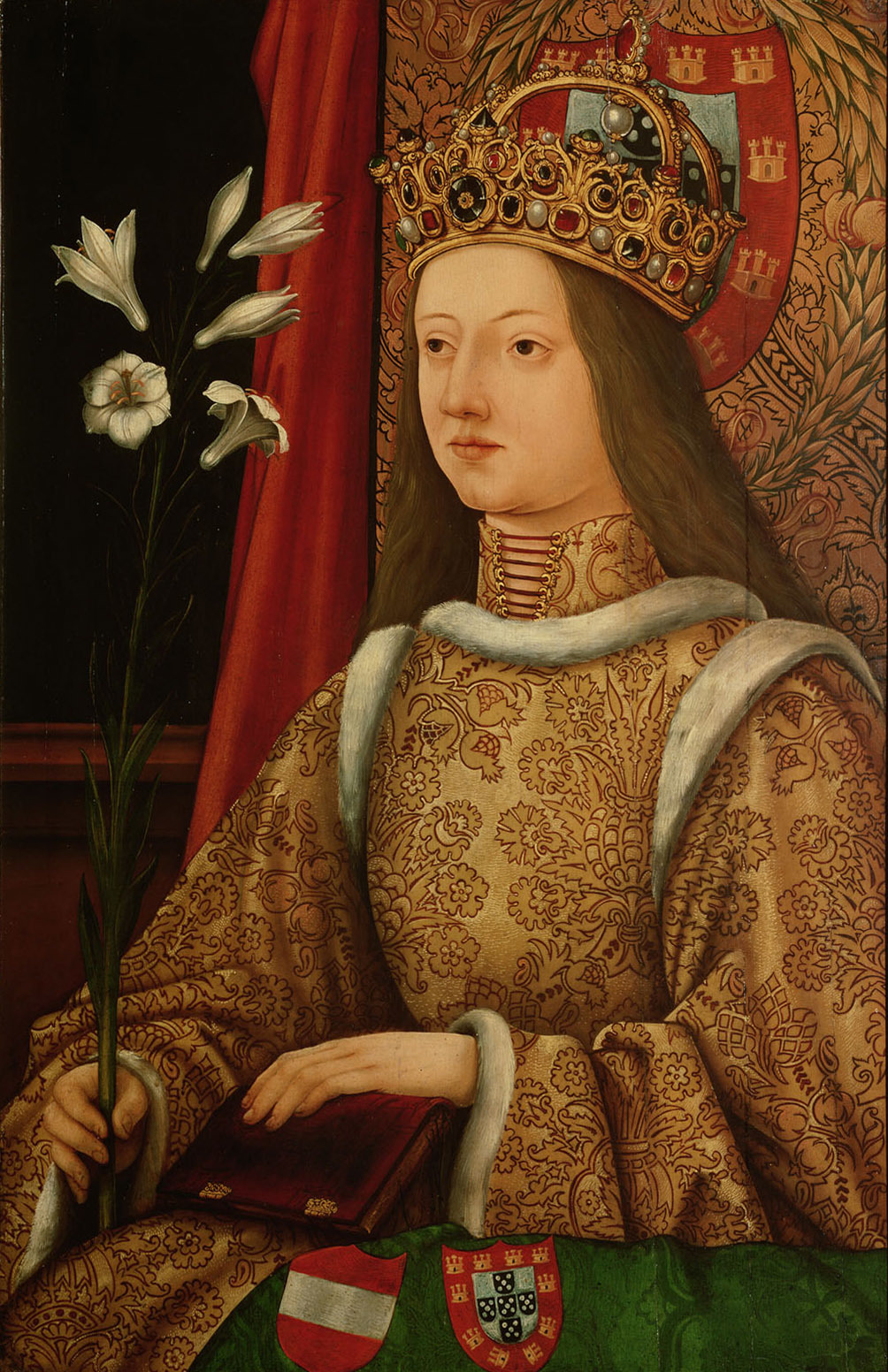
Eleonore Helena von Portugal (* 1436)

- 1436: Eleonore Helena von Portugal, Ehefrau des römisch-deutschen Kaisers Friedrich III.
- 1495: Ludwig X., Herzog von Bayern
- 1505: Melchior Zobel von Giebelstadt, Fürstbischof von Würzburg
- 1535: Henry Brandon, 2. Duke of Suffolk, englischer Adeliger
- 1563: Agnes von Limburg-Stirum, Äbtissin der Stifte Elten, Vreden, Borghorst und Freckenhorst
- 1587: Francesca Caccini, italienische Komponistin und Sängerin
- 1636: Pietro Sanmartini, italienischer Komponist und Organist des Barock
- 1675: Christian Albrecht, Markgraf von Brandenburg-Ansbach
- 1676: Eberhard Ludwig, Herzog von Württemberg
- 1677: Christian Döring, Leipziger Architekt und Baumeister
- 1679: Georg Dietloff von Arnim-Boitzenburg, preußischer Staatsmann und Minister
- 1684: Johann Gottfried Walther, deutscher Organist, Kapellmeister, Komponist und Musikwissenschaftler
- 1687: Johann Jakob Zehender, Schweizer evangelischer Geistlicher und Heimatforscher
- 1690: Karl Ludwig von Schleswig-Holstein-Sonderburg-Beck, Brandenburger Generalleutnant und Gouverneur von Reval

### 18. Jahrhundert

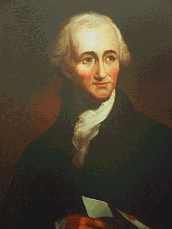
George Read (* 1733)

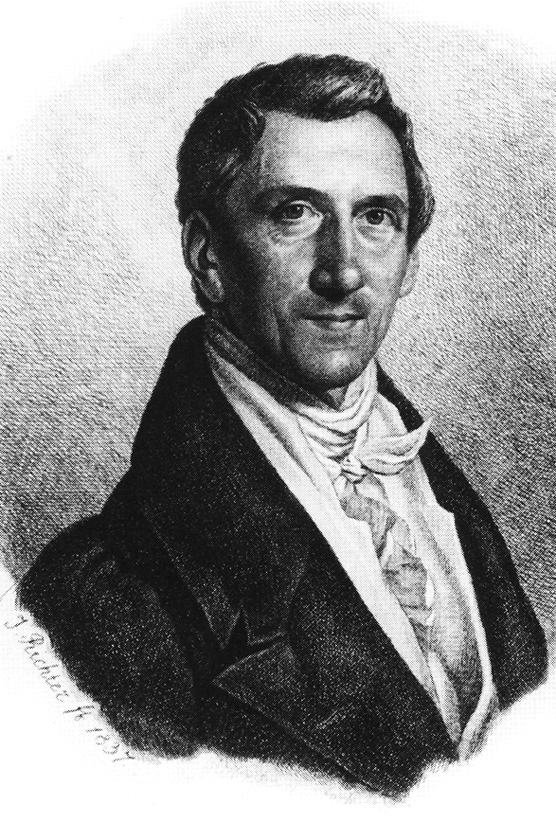
Ludolf Christian Treviranus (* 1779)

- 1709: Samuel Johnson, britischer Gelehrter, Lexikograf, Schriftsteller, Dichter und Kritiker
- 1711: Ignaz Holzbauer, österreichischer Komponist (Taufdatum)
- 1720: Johann Joachim Busch, deutscher Architekt und Bildhauer
- 1728: Richard Mique, französischer Architekt
- 1733: George Read, US-amerikanischer Politiker, Unterzeichner der Unabhängigkeitserklärung
- 1735: Johann Heinrich Sulzer, Schweizer Mediziner und Insektenkundler
- 1737: Pierre Eugène du Simitière, schweizerisch-US-amerikanischer Künstler und Philosoph
- 1748: La Perricholi, peruanische Schauspielerin, Mätresse des Vizekönigs Manuel de Amat y Juniet
- 1752: Georg Anton Bredelin, schwäbischer Lehrer, Schulvisitator, Dichter, Musiker und Komponist
- 1752: Adrien-Marie Legendre, französischer Mathematiker
- 1754: Peter Joseph Glutz-Ruchti, Schweizer Politiker
- 1758: Louis de Friant, französischer General
- 1765: Gregor XVI., Papst
- 1766: Daniel Avery, US-amerikanischer Politiker, Mitglied des Repräsentantenhauses
- 1773: Friedrich Carl August Rücker, deutscher Buchhändler und Verleger
- 1779: Ludolf Christian Treviranus, deutscher Botaniker
- 1782: José Tomás Boves, venezolanischer Heerführer
- 1786: Robert Heriot Barclay, britischer Marineoffizier
- 1786: Christian VIII., König von Dänemark und Norwegen, Herzog von Schleswig, Holstein und Lauenburg
- 1786: Justinus Kerner, deutscher Dichter, Arzt und medizinischer Schriftsteller

### 19. Jahrhundert

#### 1801–1850

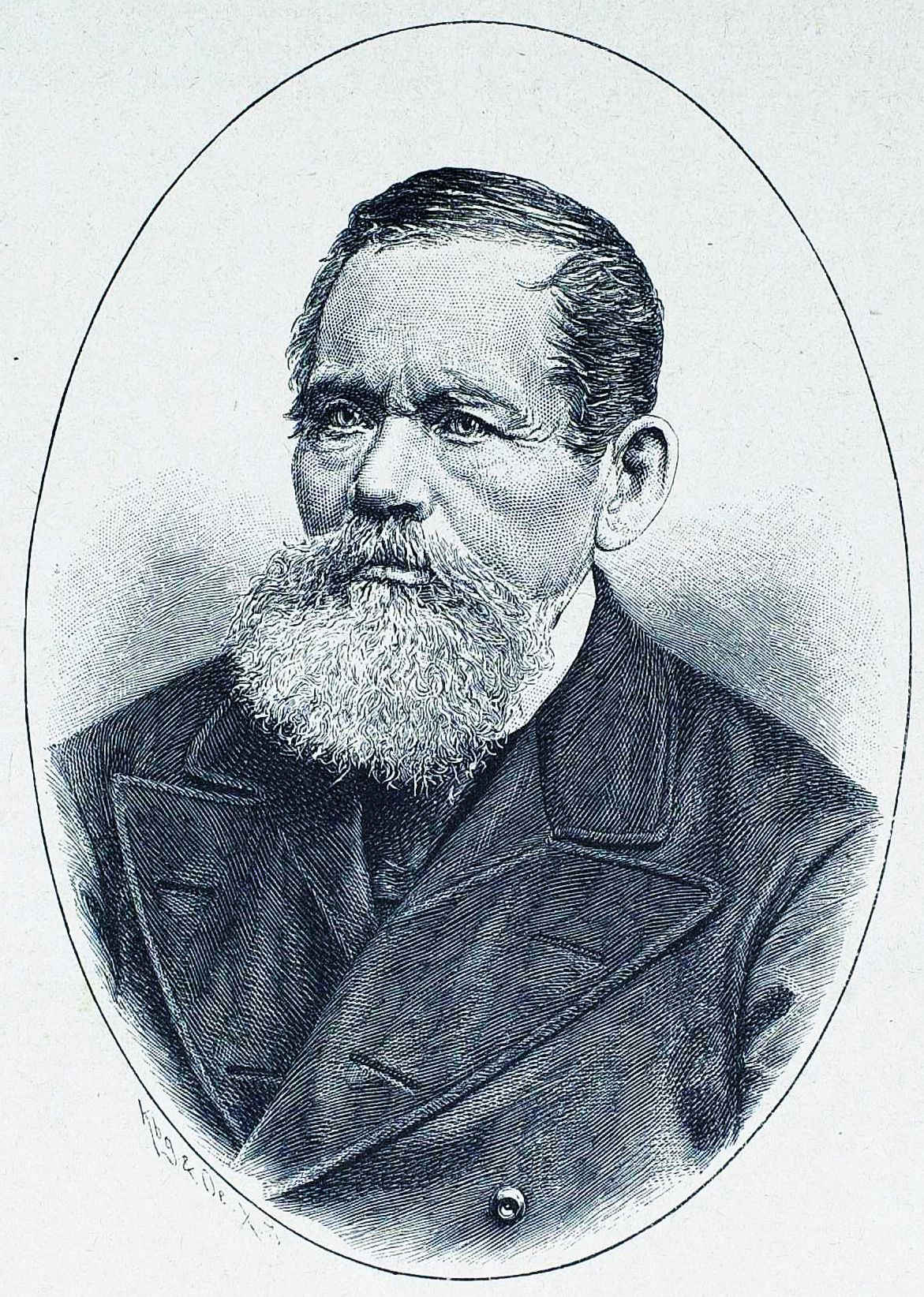
Heinrich Laube (* 1806)

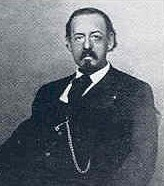
Siegfried Marcus (* 1831)

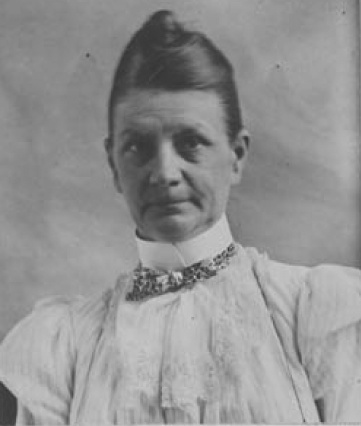
Martha M. Place (* 1849)

- 1804: Anders Oldberg, schwedischer Pädagoge und Buchautor
- 1805: John Stevens Cabot Abbott, US-amerikanischer Geistlicher und Schriftsteller
- 1805: Bernhard Brand von Lindau, preußischer Jurist
- 1806: Heinrich Laube, deutscher Schriftsteller, Dramatiker und Theaterleiter, Mitglied der Frankfurter Nationalversammlung
- 1807: Karel Slavoj Amerling, tschechischer Pädagoge, Schriftsteller und Philosoph
- 1810: Francisco Serrano Domínguez, spanischer General und Politiker
- 1811: Woldemar Frege, deutscher Jurist und Hochschullehrer
- 1812: Herschel Vespasian Johnson, US-amerikanischer Politiker, Gouverneur von Georgia
- 1817: Mihail Kogălniceanu, rumänischer Staatsmann, Historiker und Publizist
- 1819: Peter Dickel, deutscher Orgelbauer
- 1819: Léon Foucault, französischer Physiker, Optiker und Erfinder des Foucaultschen Pendels
- 1821: John Cougnard, Schweizer evangelischer Geistlicher und Hochschullehrer
- 1822: Ernst Förstemann, deutscher Archivar, Bibliothekar und Historiker
- 1822: August Nauck, deutscher Altphilologe
- 1824: Pierre-Edmond Hocmelle, französischer Organist und Komponist
- 1831: Siegfried Marcus, deutsch-österreichischer Erfinder und Automobilpionier
- 1835: Johann Adam Krygell, dänischer Komponist und Organist
- 1836: Josef Srb-Debrnov, tschechischer Musikhistoriker, Publizist und Komponist
- 1839: John Aitken, britischer Physiker und Meteorologe
- 1840: Emil Scaria, österreichischer Opernsänger
- 1845: Georges Edouard Godet, Schweizer evangelischer Geistlicher und Hochschullehrer
- 1846: Richard With, norwegischer Kapitän, Reeder und Gründer der Hurtigruten Postschiff-Linie
- 1849ː Martha M. Place, US-amerikanische Mörderin und erste Frau, die auf dem elektrischen Stuhl hingerichtet wurde

#### 1851–1900
- 1852: Hans Wagner, deutscher Vater der Philatelistentage
- 1859: Mathilde Eyssenhardt, deutsche Porträtmalerin
- 1860: Alberto Franchetti, italienischer Komponist

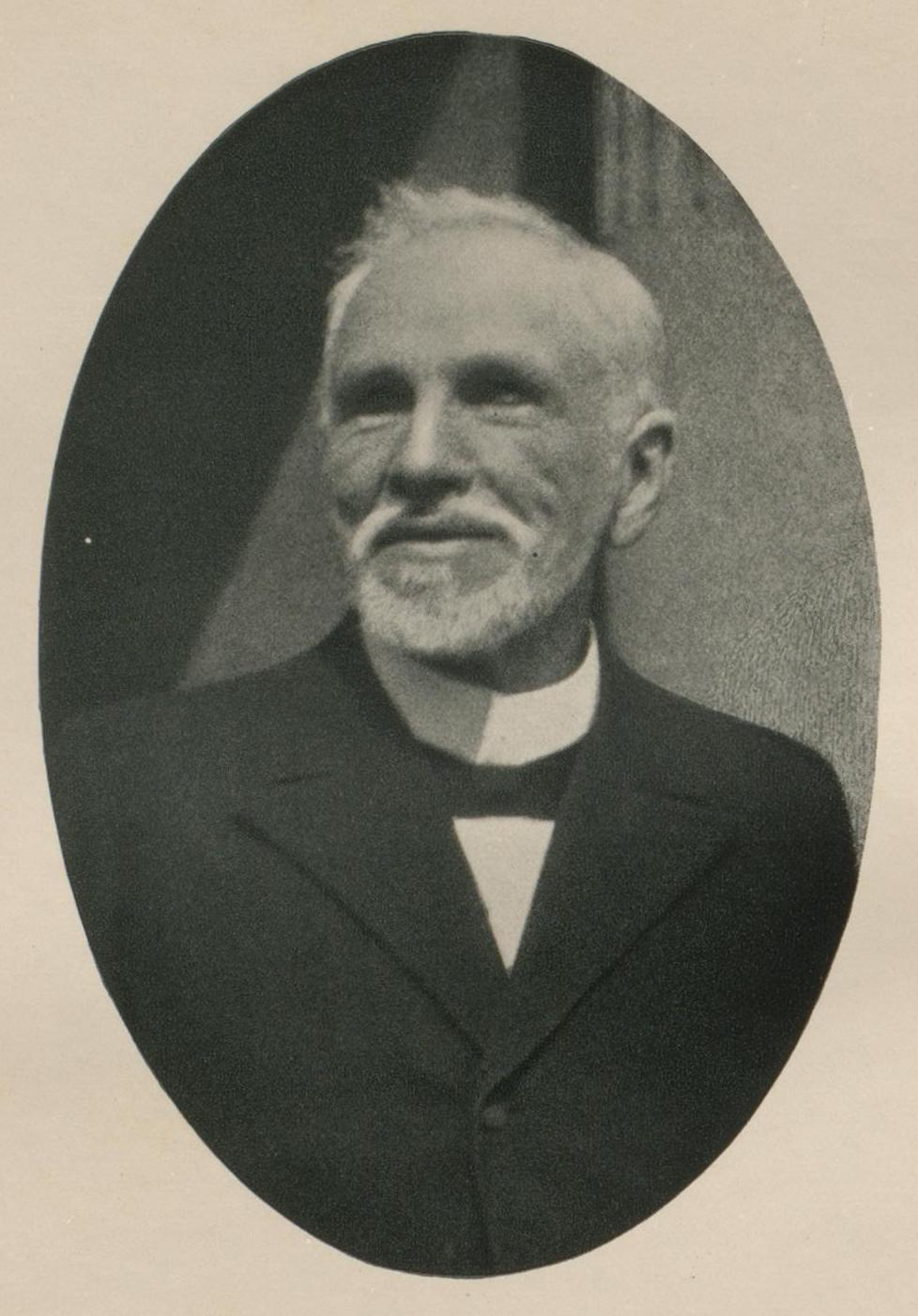
Eduard Riggenbach (* 1861)

- 1861: Eduard Riggenbach, Schweizer evangelischer Theologe und Hochschullehrer
- 1868: Jan Verkade, niederländischer Maler und Benediktiner
- 1868: Hermann Weil, deutsch-argentinischer Unternehmer
- 1869: Franz-Joseph Ahles, deutscher Dichter
- 1869: John Graham Kerr, britischer Embryologe und Zoologe
- 1872: Carl Friedberg, deutscher Pianist und Musikpädagoge
- 1872: Adolf Schmal, österreichischer Fecht- und Radsportler
- 1876: Fritz Stavenhagen, niederdeutscher Dramatiker
- 1876ː Marie Ottmann, österreichische Sängerin (Sopran)
- 1878: Józef Jarzębski, polnischer Geiger und Musikpädagoge
- 1881: Sydney Anderson, US-amerikanischer Politiker

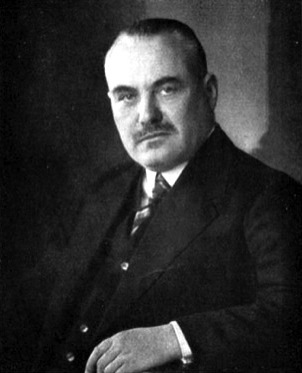
Gustav Schwantes (* 1881)

- 1881: Gustav Schwantes, deutscher Prähistoriker und Botaniker
- 1882: Lilly Dieckmann, deutsche Salonnière und Mäzenin
- 1883: Ludomir Różycki, polnischer Komponist
- 1883: Saladin Schmitt, deutscher Theaterintendant
- 1884: Margit Slachta, ungarische Ordensgründerin und katholische Politikerin
- 1886: Armando Donoso, chilenischer Essayist, Journalist, Herausgeber und Literaturkritiker
- 1886: Karl Oberparleiter, österreichischer Wirtschaftswissenschaftler
- 1887: Giacinto Ghia, italienischer Automobildesigner
- 1890: Vladimír Ambros, tschechischer Komponist
- 1890: Tsuchiya Bunmei, japanischer Lyriker
- 1893: Arthur Benjamin, australischer Komponist
- 1894: Göran Lindblad, schwedischer Schriftsteller und Literaturhistoriker
- 1895: Krikor Bedros XV. Agagianian, 15. Patriarch von Kilikien der armenisch-katholischen Kirche und Kurienkardinal der römischen Kirche

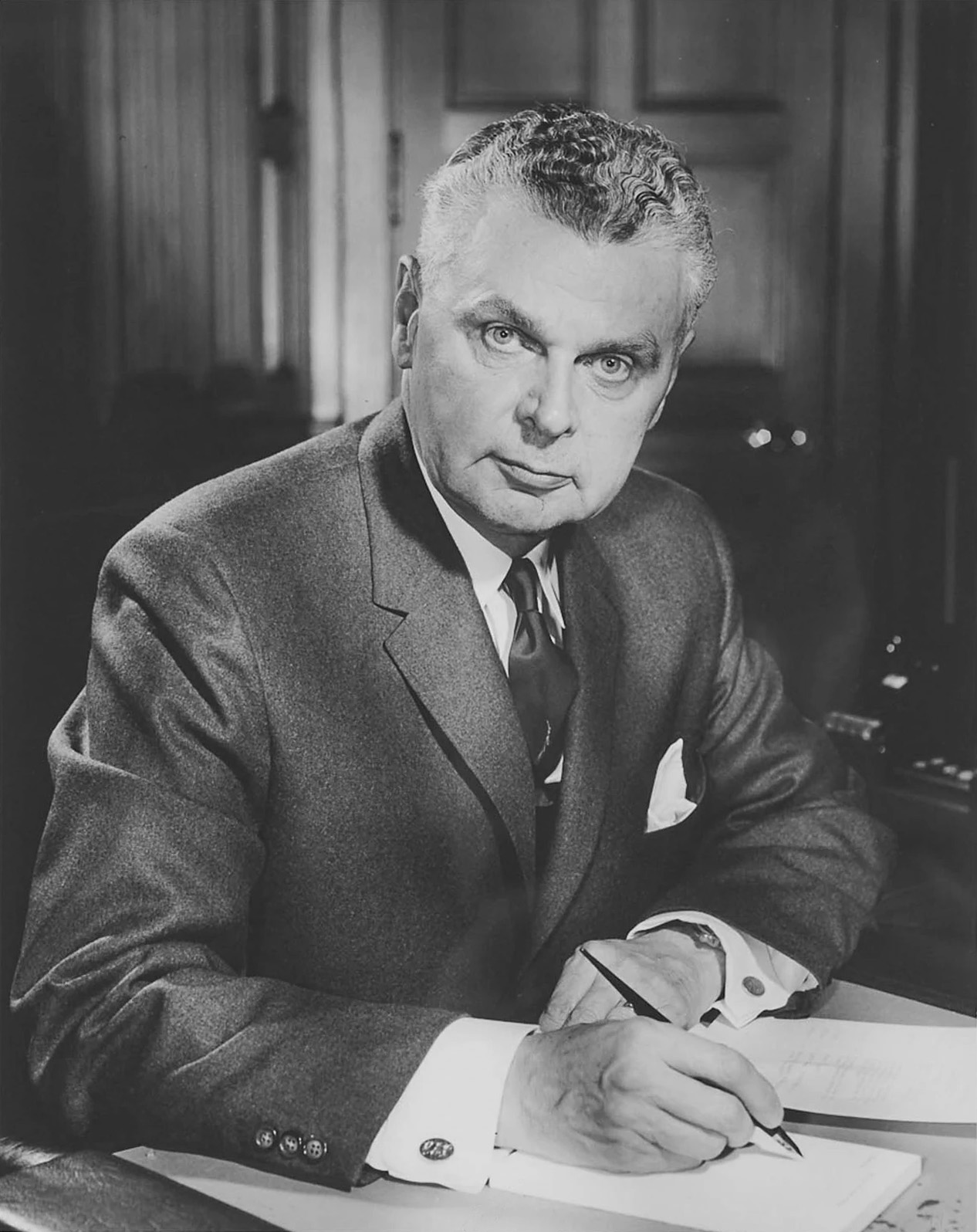
John Diefenbaker (* 1895)

- 1895: John Diefenbaker, kanadischer Politiker
- 1896: Hobart Baumann Amstutz, US-amerikanischer Theologe und Bischof
- 1899: Ida Kamińska, polnische Schauspielerin
- 1900: Mahmud Fauzi, ägyptischer Diplomat und Premierminister
- 1900: Carlo Maria Pintacuda, italienischer Automobilrennfahrer

### 20. Jahrhundert

#### 1901–1925
- 1902: Pawel Sergejewitsch Abankin, sowjetischer Admiral
- 1904: Hans-Adolf Asbach, deutscher Jurist und Politiker
- 1904: Dolores Viesèr, österreichische Schriftstellerin und Erzählerin
- 1905: Eddie Anderson, US-amerikanischer Entertainer und Schauspieler

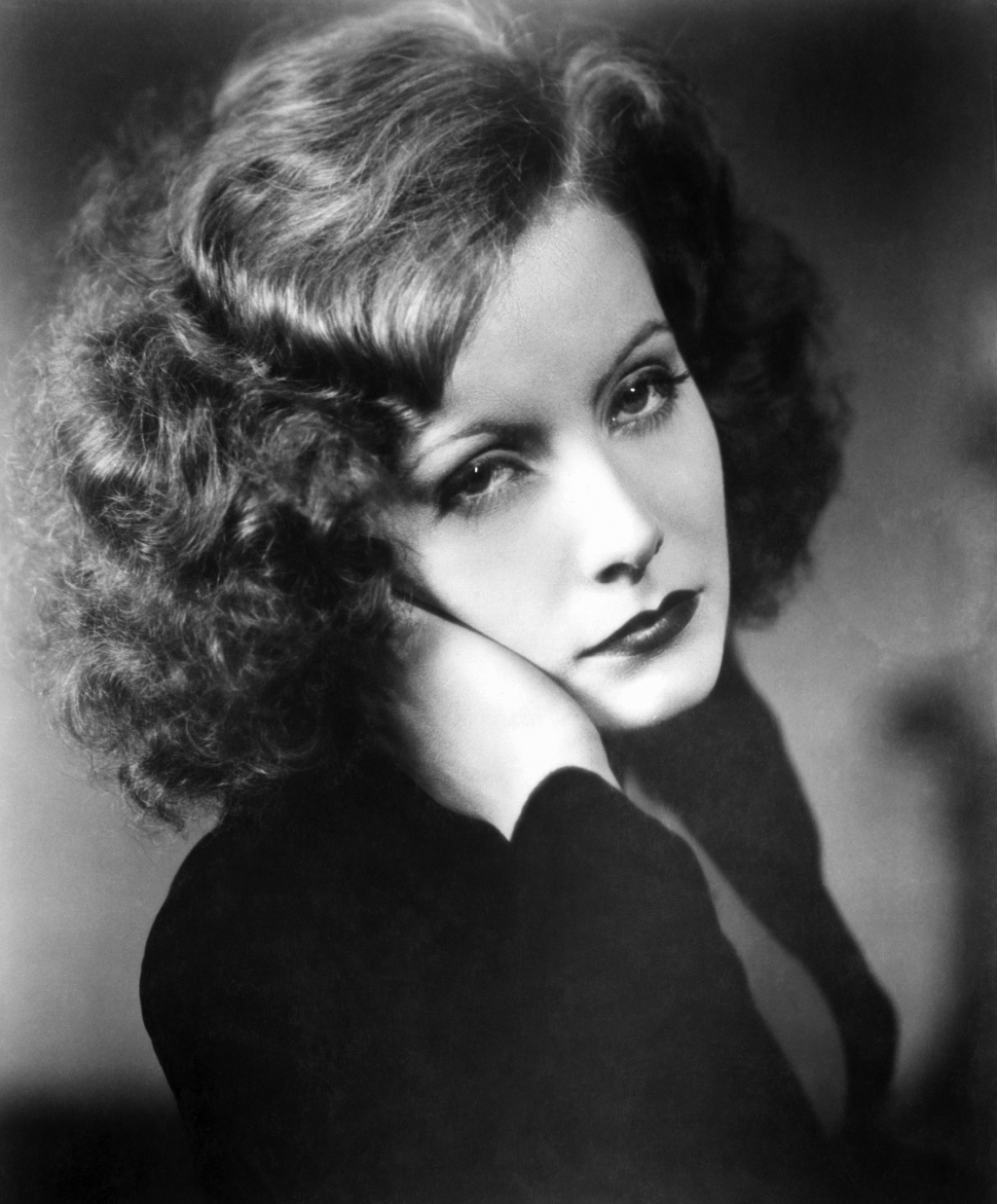
Greta Garbo (* 1905)

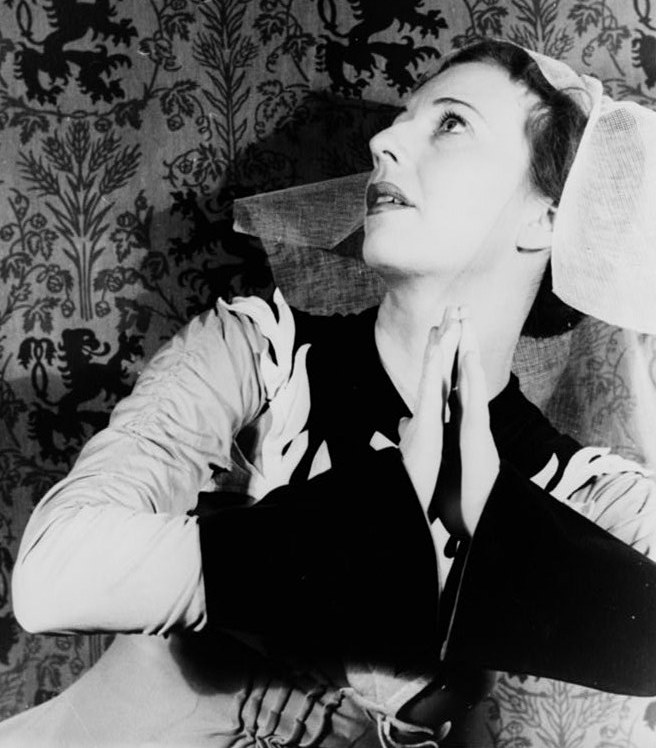
Agnes de Mille (* 1905)

- 1905: Greta Garbo, schwedische Filmschauspielerin
- 1905ː Agnes de Mille, US-amerikanische Tänzerin und Choreografin
- 1907: Leon Askin, österreichischer Schauspieler
- 1907: Edwin Mattison McMillan, US-amerikanischer Physiker, Nobelpreisträger
- 1908: Wiktor Hambardsumjan, sowjetischer und armenischer Astrophysiker und Astronom
- 1909: Willy Spilling, deutscher Komponist, Musikwissenschaftler und Rundfunkredakteur
- 1910: Leon Stein, US-amerikanischer Komponist
- 1910: Josef Tal, deutscher Komponist, Dirigent und Pianist
- 1911: Helmut Braselmann, deutscher Feldhandballspieler
- 1911: Karl-Heinz Grindler, deutscher Fußballtrainer
- 1912: Kurt Lotz, deutscher Offizier und Manager
- 1913: Dietrich Bahner senior, deutscher Unternehmer und Politiker
- 1913: Karl Reinthaler, österreichischer Politiker
- 1914: Wiktor Wassiljewitsch Grischin, russisch-sowjetischer Politiker
- 1916: Tin Dekkers, niederländischer Boxer
- 1917: József Asbóth, ungarischer Tennisspieler
- 1918: Carl-Gustav Esseen, schwedischer Mathematiker

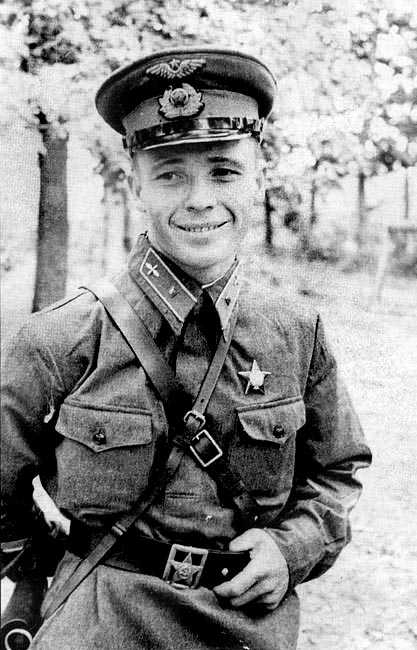
Wiktor Talalichin (* 1918)

- 1918: Wiktor Wassiljewitsch Talalichin, sowjetischer Pilot
- 1919: Edward Bury, polnischer Komponist, Dirigent, Pianist und Musikpädagoge
- 1919: Marga Petersen, deutsche Leichtathletin
- 1920: Jack Warden, US-amerikanischer Schauspieler
- 1921: Kamal Hasan Ali, ägyptischer General und Politiker, Premierminister
- 1922: Amsi Kern, bayerische Volksschauspielerin
- 1924: Eva Schäfer, deutsche Schauspielerin
- 1925ː Pia Beck, niederländische Jazz-Pianistin und Sängerin
- 1925ː Erica-Irene Daes, griechische Juristin und Diplomatin
- 1925: Alfredo Jadresic, chilenischer Leichtathlet und Endokrinologe
- 1925: Luigi Pintor, italienischer Schriftsteller, Journalist und Politiker

#### 1926–1950

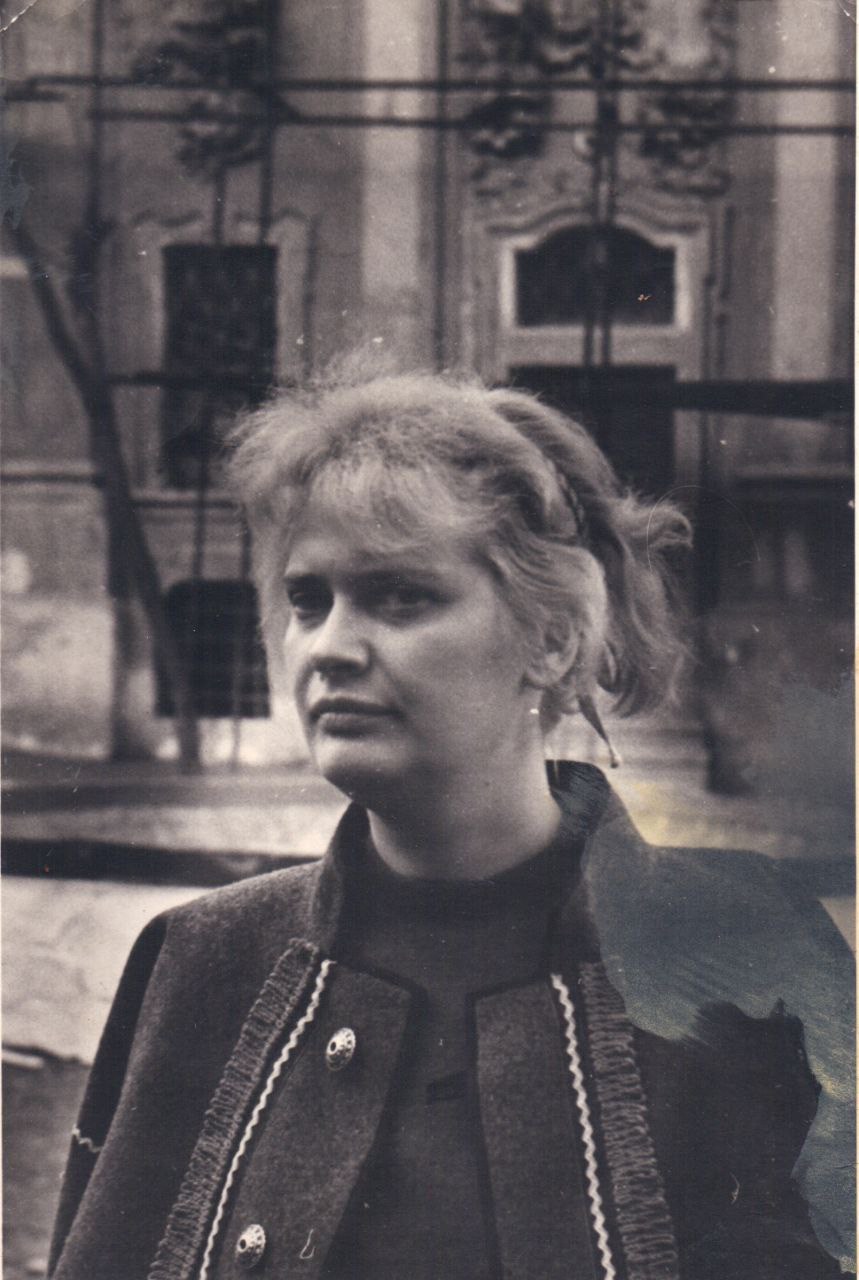
Alla Horska (* 1929)

- 1926: Dionis Bubani, albanischer Schriftsteller
- 1926ː Esther Cohn, deutsches Holocaustopfer
- 1927: Horst Bräunlich, deutscher Sportjournalist und Radrennfahrer
- 1927: Renate Grosser, deutsche Schauspielerin
- 1927: Alexander Siebenhaar-Schmidweber, Schweizer Ruderer
- 1928: Chester Gill, barbadisch-schweizerischer Jazzmusiker, Komponist und Chorleiter
- 1929: Alla Horska, ukrainische Malerin, Dissidentin und Vertreterin der Sechziger-Bewegung in der Ukraine

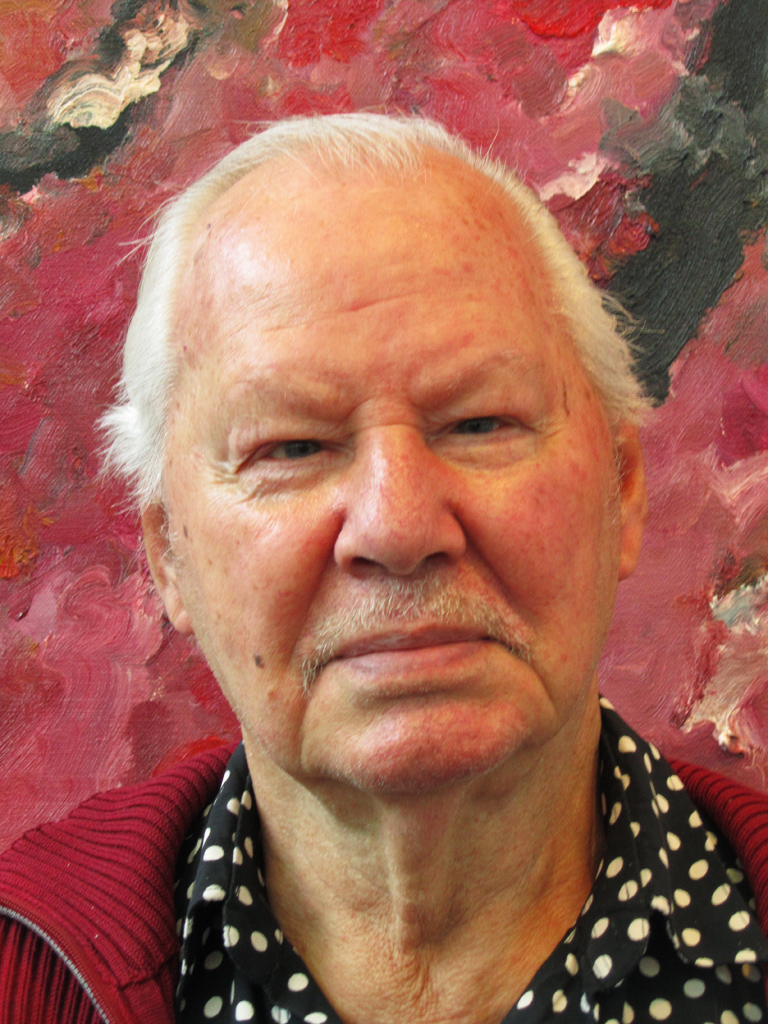
Armando (* 1929)

- 1929: Armando, niederländischer Künstler
- 1929: Rodolfo Bonetto, italienischer Designer
- 1930: Ignatius Moussa I. Daoud, Patriarch der syrisch-katholischen Kirche von Antiochien
- 1931: Hans Sievers, deutscher Schauspieler und Synchronsprecher
- 1932: Jean-Michel Defaye, französischer Filmkomponist
- 1932: Ulrich Gregor, deutscher Filmhistoriker
- 1933: Manfred Niehaus, deutscher Komponist, Bratschist, und Dirigent
- 1933ː Walentina Leonidowna Ponomarjowa, russische Astronautin und Pilotin
- 1933: Jimmie Rodgers, US-amerikanischer Sänger und Songschreiber
- 1934: Dieter Stolte, deutscher Journalist und TV-Intendant
- 1935: Dimitri, Schweizer Clown
- 1935: Juri Wassiljewitsch Guljajew, russischer Physiker
- 1936: Ruth Hesse, deutsche Opernsängerin
- 1937: Fridrich Bruk, ukrainisch-finnischer Komponist russlanddeutscher Abstammung
- 1937: Geert Müller-Gerbes, deutscher Journalist und Fernsehmoderator
- 1938: Lars Gunnar Lie, norwegischer Politiker
- 1939: Jorge Sampaio, portugiesischer Politiker
- 1940: Abbas al-Fassi, marokkanischer Politiker
- 1940: Frankie Avalon, US-amerikanischer Sänger
- 1941: Hafliði Hallgrímsson, isländischer Komponist und Cellist
- 1942: Rudolf Blaháček, tschechischer Kameramann
- 1942: Horst Gecks, deutscher Fußballspieler

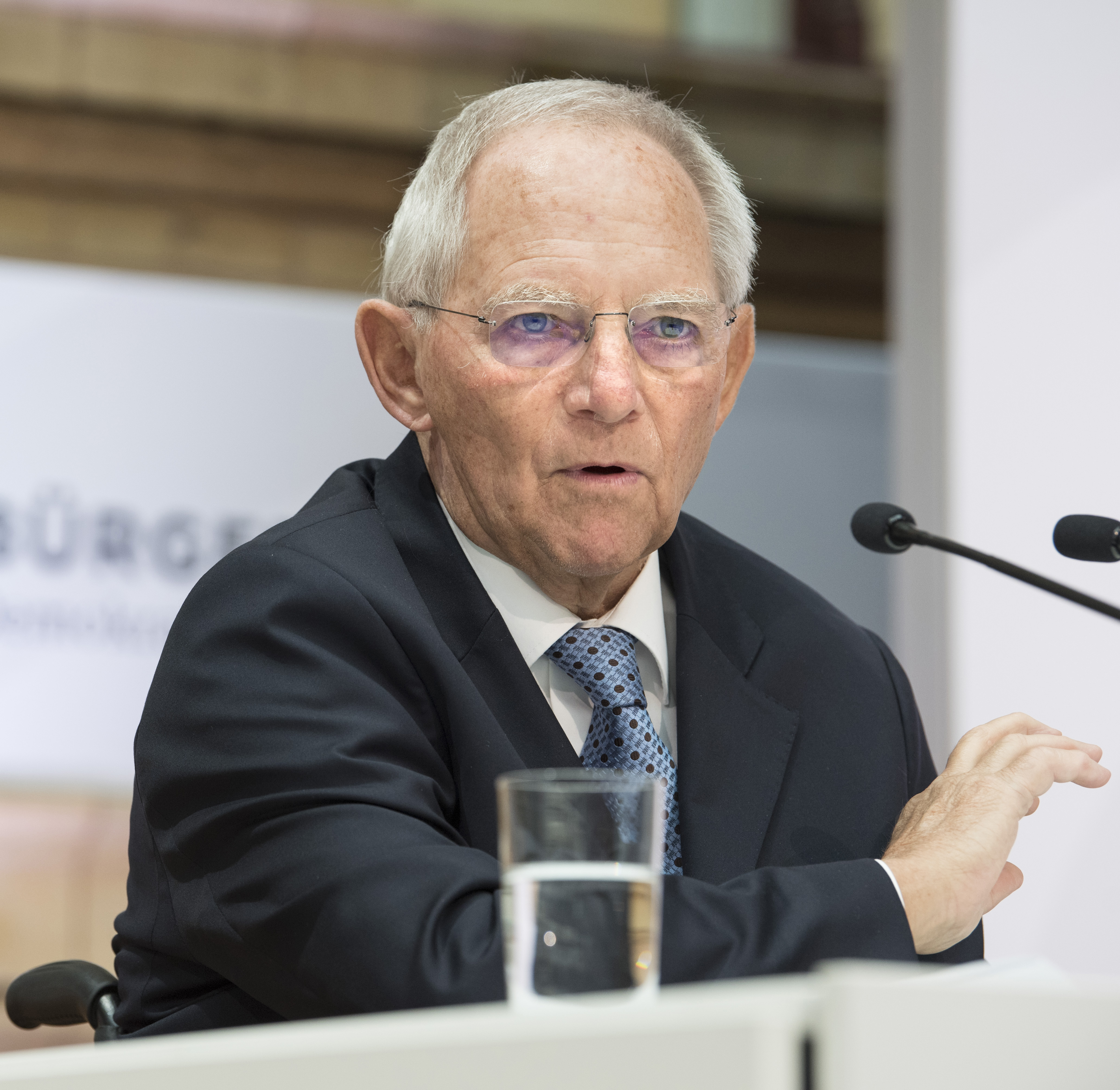
Wolfgang Schäuble (* 1942)

- 1942: Wolfgang Schäuble, deutscher Verwaltungsjurist und Politiker, MdB, mehrfacher Bundesminister
- 1943: Wega Jahnke, deutsche Schauspielerin
- 1944: Ton Anbeek, niederländischer Autor und Literaturwissenschaftler
- 1944: Achaz von Buchwaldt, deutscher Springreiter und Trainer
- 1944: Gunther Emmerlich, deutscher Sänger
- 1944: Michael Franks, US-amerikanischer Jazzsänger
- 1945: José-Maria Fernández, spanischer Autorennfahrer
- 1945: Roman Jabłoński, polnischer Cellist und Musikpädagoge
- 1945: Uwe Karpa, deutscher Schauspieler, Kabarettist und Sprecher
- 1945: Edgar M. Marcus, deutscher Schauspieler
- 1946: Arthur Aeschlimann, Schweizer Jurist
- 1947: Marinus van Aalst, niederländischer Bildhauer, Objekt- und Installationskünstler
- 1947: Bernd Apitz, deutscher Sänger
- 1947: Monika Ehrhardt, deutsche Schriftstellerin
- 1947: Kurt Grahl, deutscher Komponist
- 1949: Peter Shilton, englischer Fußballspieler
- 1949: Beth Grant, US-amerikanische Schauspielerin

#### 1951–1975
- 1951: Dee Dee Ramone, US-amerikanischer Musiker (Ramones)

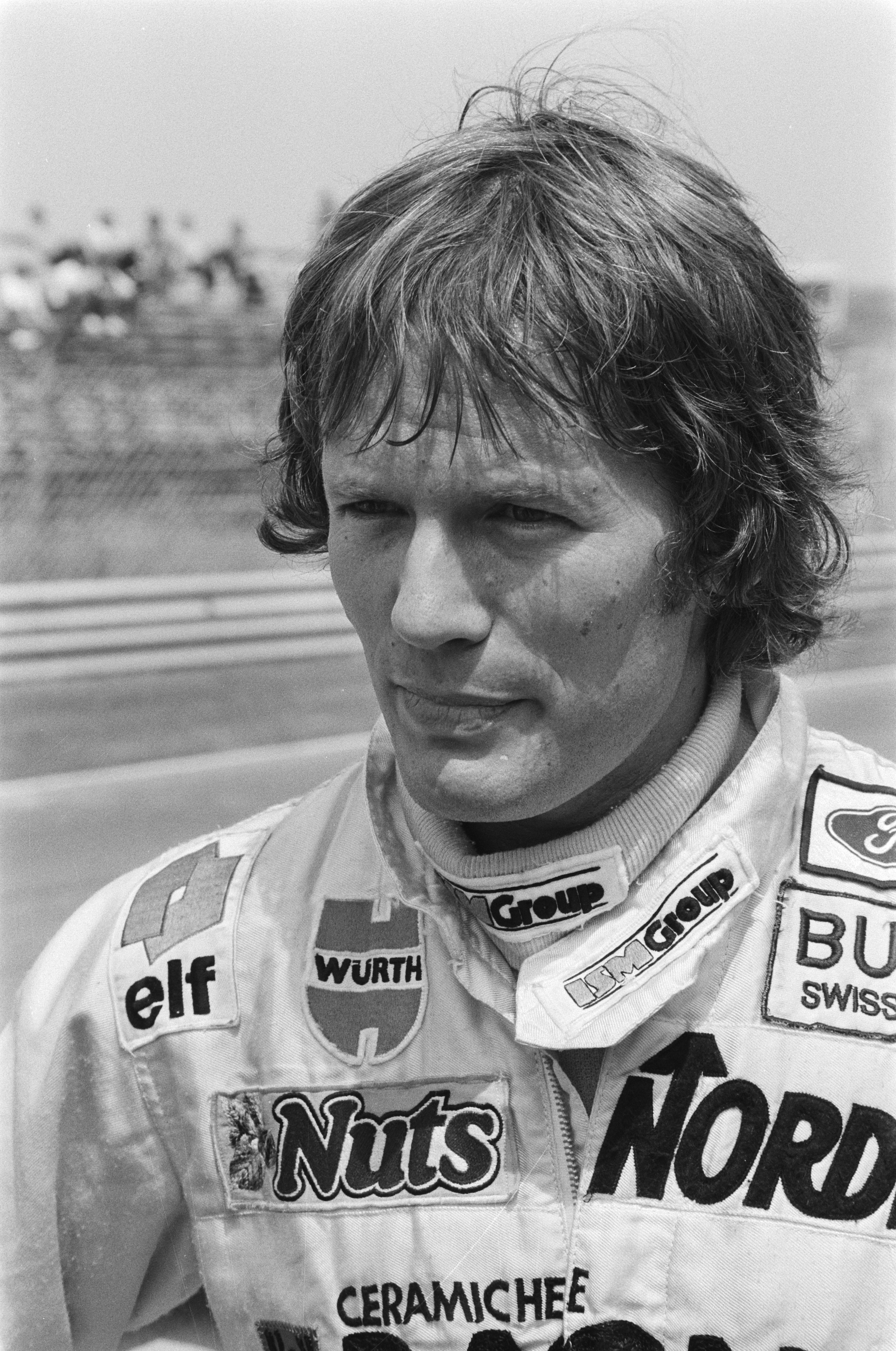
Marc Surer (* 1951)

- 1951: Marc Surer, Schweizer Autorennfahrer und TV-Kommentator
- 1952: Monika Debertshäuser, deutsche Skilangläuferin
- 1952: Kent Ruhnke, kanadisch-schweizerischer Eishockeyspieler und -trainer
- 1952: Alexander Borissowitsch Samolodtschikow, russischer theoretischer Physiker
- 1953: Léo Apotheker, deutscher Manager
- 1953: Anna Levine, US-amerikanische Schauspielerin
- 1954: Peter Bofinger, deutscher Ökonom, Hochschullehrer, einer der Wirtschaftsweisen
- 1954: Jayne-Ann Igel, deutsche Schriftstellerin
- 1954: Viola Schweizer, deutsche Schauspielerin
- 1955: Dieter Notz, deutscher Skilangläufer
- 1956: Tim McInnerny, britischer Schauspieler
- 1957: Stephan Sarek, deutscher Schriftsteller
- 1957: Tom Wright, britischer Architekt
- 1958: István Antal, rumänischer Eishockeyspieler, -trainer und -funktionär

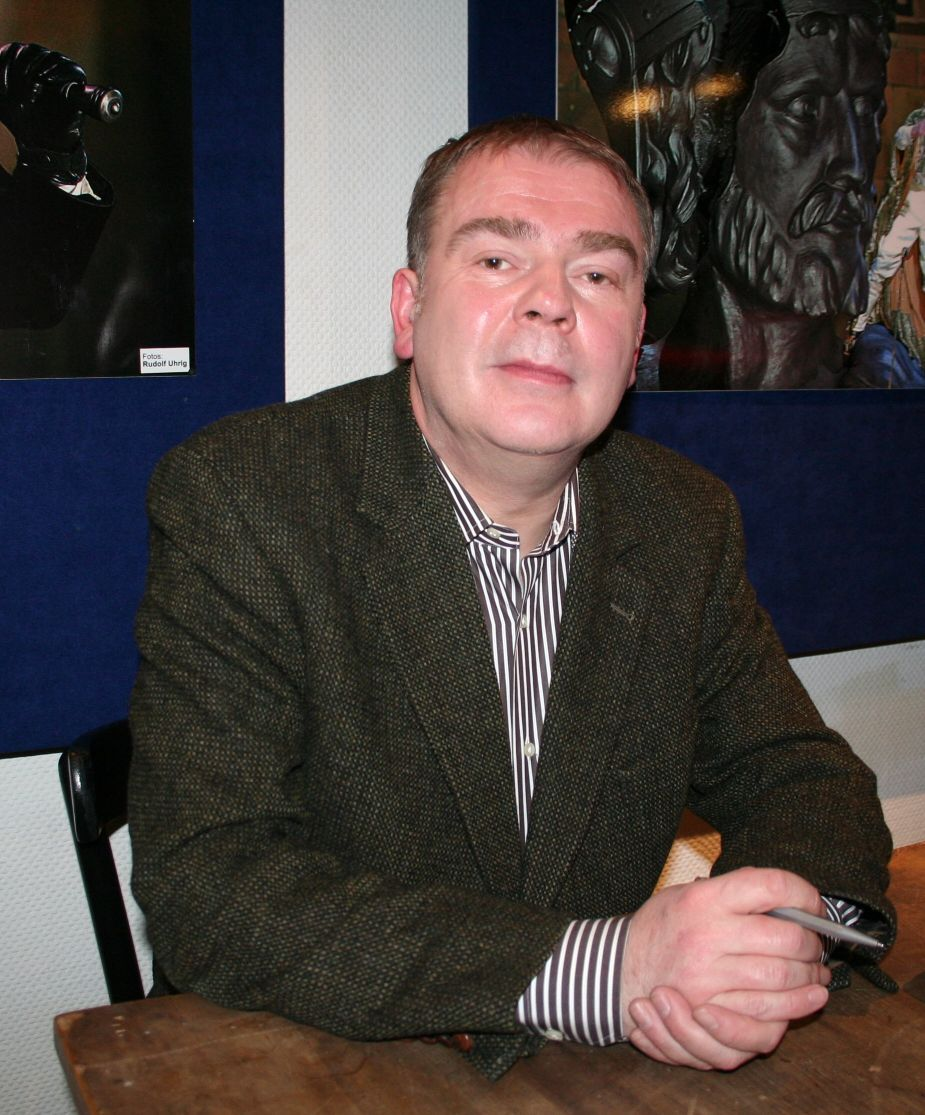
Max Gold (* 1958)

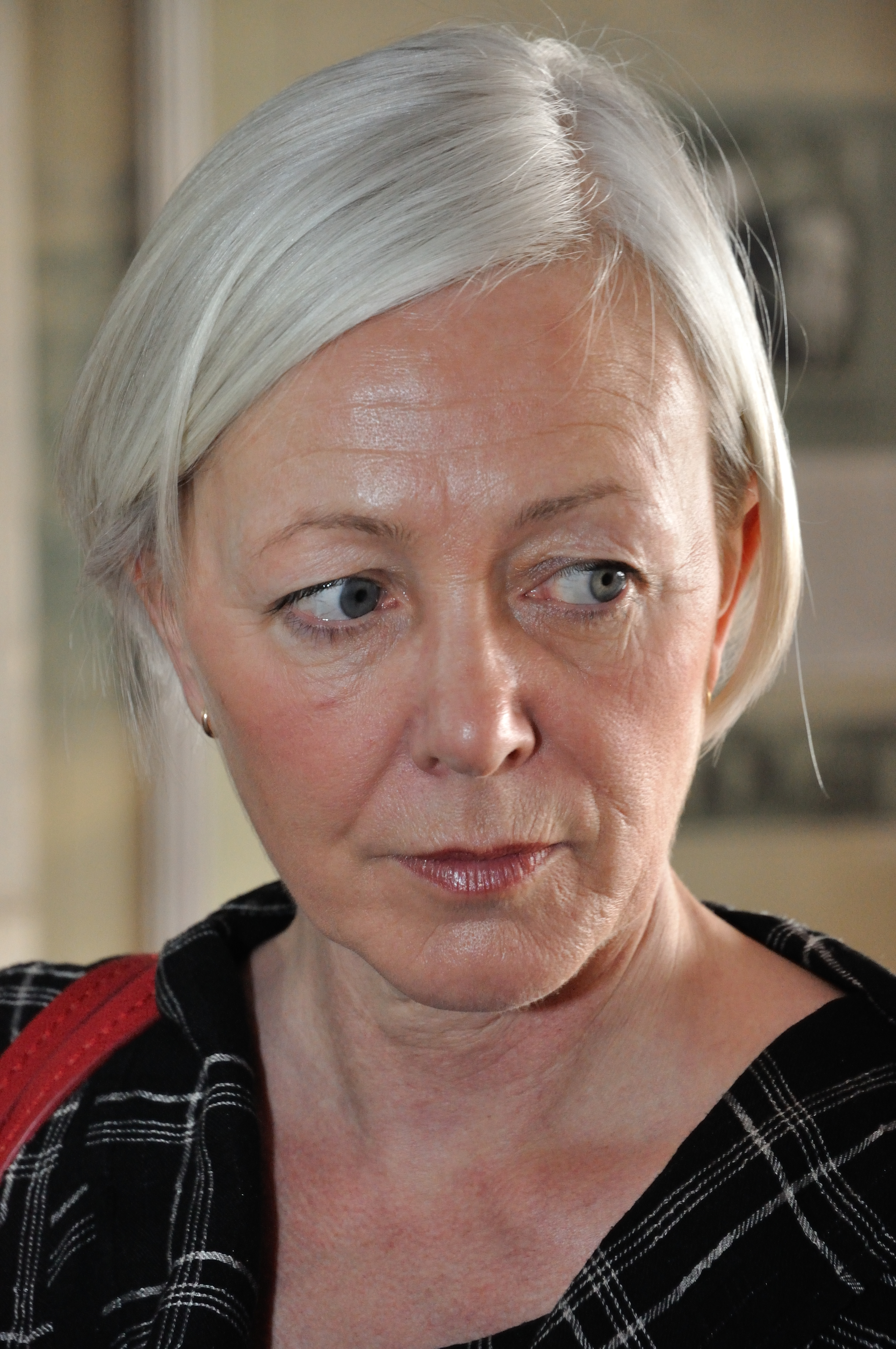
Moira Gemmill (* 1959)

- 1958: Max Goldt, deutscher Schriftsteller und Musiker
- 1958: Conny Morin, deutsche Sängerin, Texterin und Moderatorin
- 1959: Levent Aktoprak, deutscher Schriftsteller, Hörfunk- und Fernsehjournalist
- 1959ː Moira Gemmill, britische Architektin, Designerin und Museumsdirektorin
- 1959: Kevin Nunis, malaysischer Hockeyspieler
- 1959: Christian Wulf, deutscher Kampfkünstler und -trainer
- 1960: Wolfgang Bahro, deutscher Schauspieler und Kabarettist
- 1961: James Gandolfini, US-amerikanischer Schauspieler
- 1961: Mark Olson, US-amerikanischer Sänger, Songwriter und Gitarrist
- 1962: Najma Akhtar, britische Jazzmusikerin
- 1962: Sabine Bieberstein, deutsche römisch-katholische Theologin
- 1962: Timotheus Höttges, deutscher Manager, Vorstandsvorsitzender der Deutschen Telekom AG
- 1962: Boris Said III, US-amerikanischer Autorennfahrer
- 1962: Chris Simboli, kanadischer Freestyle-Skier
- 1963: Tudor Casapu, sowjetisch-moldawischer Gewichtheber, Olympiasieger
- 1963: Heiko Peschke, deutscher Fußballer

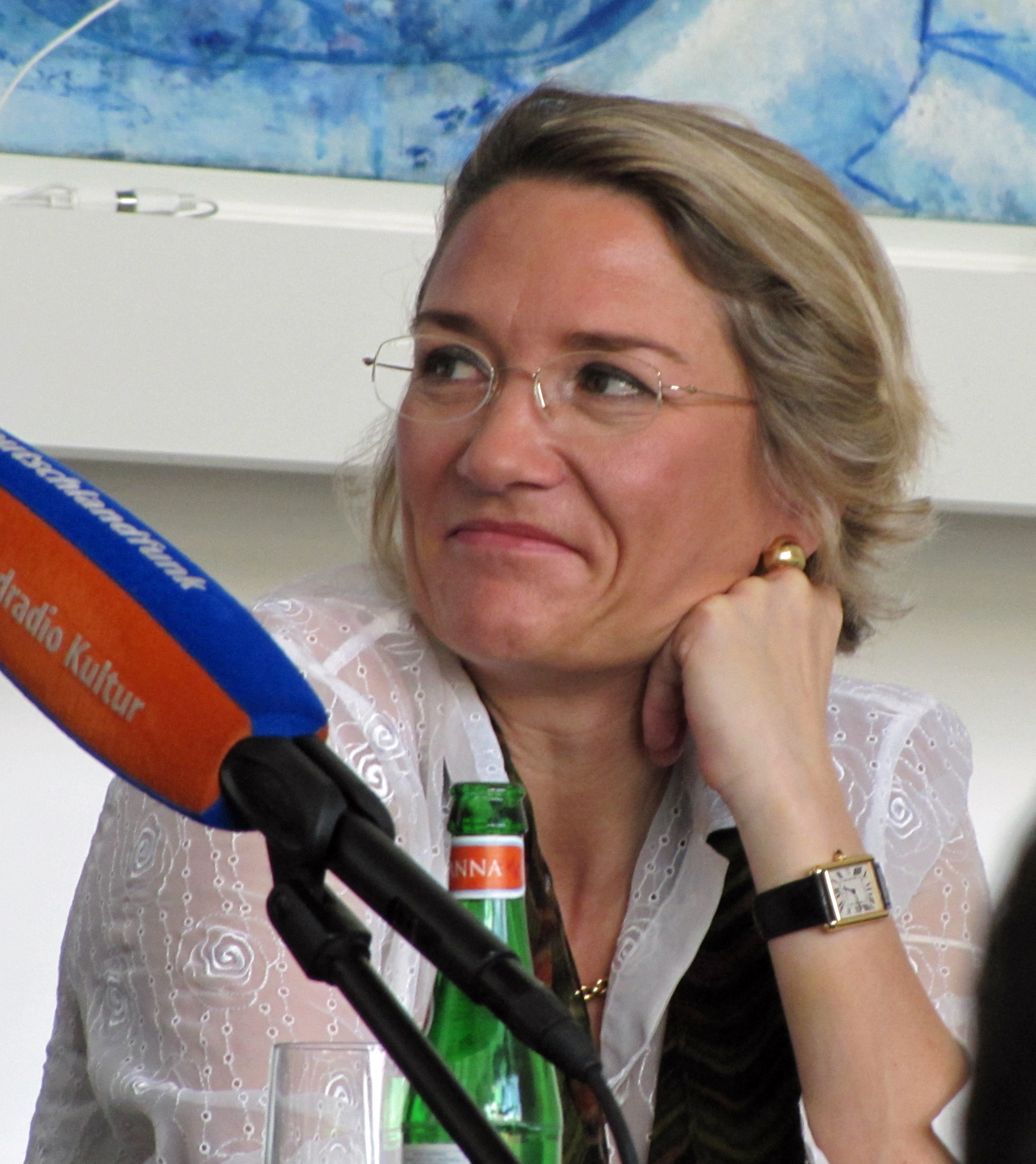
Franziska Augstein (* 1964)

- 1964: Franziska Augstein, deutsche Journalistin
- 1964: Tadeusz Bafia, polnischer Nordischer Kombinierer
- 1964: Brigitta Tauchner, österreichische Filmeditorin
- 1966: Sandra Cervik, österreichische Schauspielerin
- 1966: Oliver Höner, Schweizer Eiskunstläufer
- 1966: Jenő Vécsey, ungarischer Komponist
- 1967: Gary Anderson, neuseeländischer Radrennfahrer und Radsporttrainer
- 1967: Tara Fitzgerald, britische Schauspielerin
- 1968: Toni Kukoč, kroatischer Basketballspieler
- 1968: Chloe Vevrier, deutsches Model und Pornodarstellerin
- 1969: Juha Ahokas, finnischer Ringer
- 1969: Johanna Doderer, österreichische Komponistin
- 1969: Eve Stephenson, US-amerikanische Radrennfahrerin
- 1970: Alejandro Agag, spanischer Unternehmer und Politiker
- 1970: Aisha Tyler, US-amerikanische Schauspielerin, Comedian und Autorin
- 1971: Lance Armstrong, US-amerikanischer Radrennfahrer und Triathlet

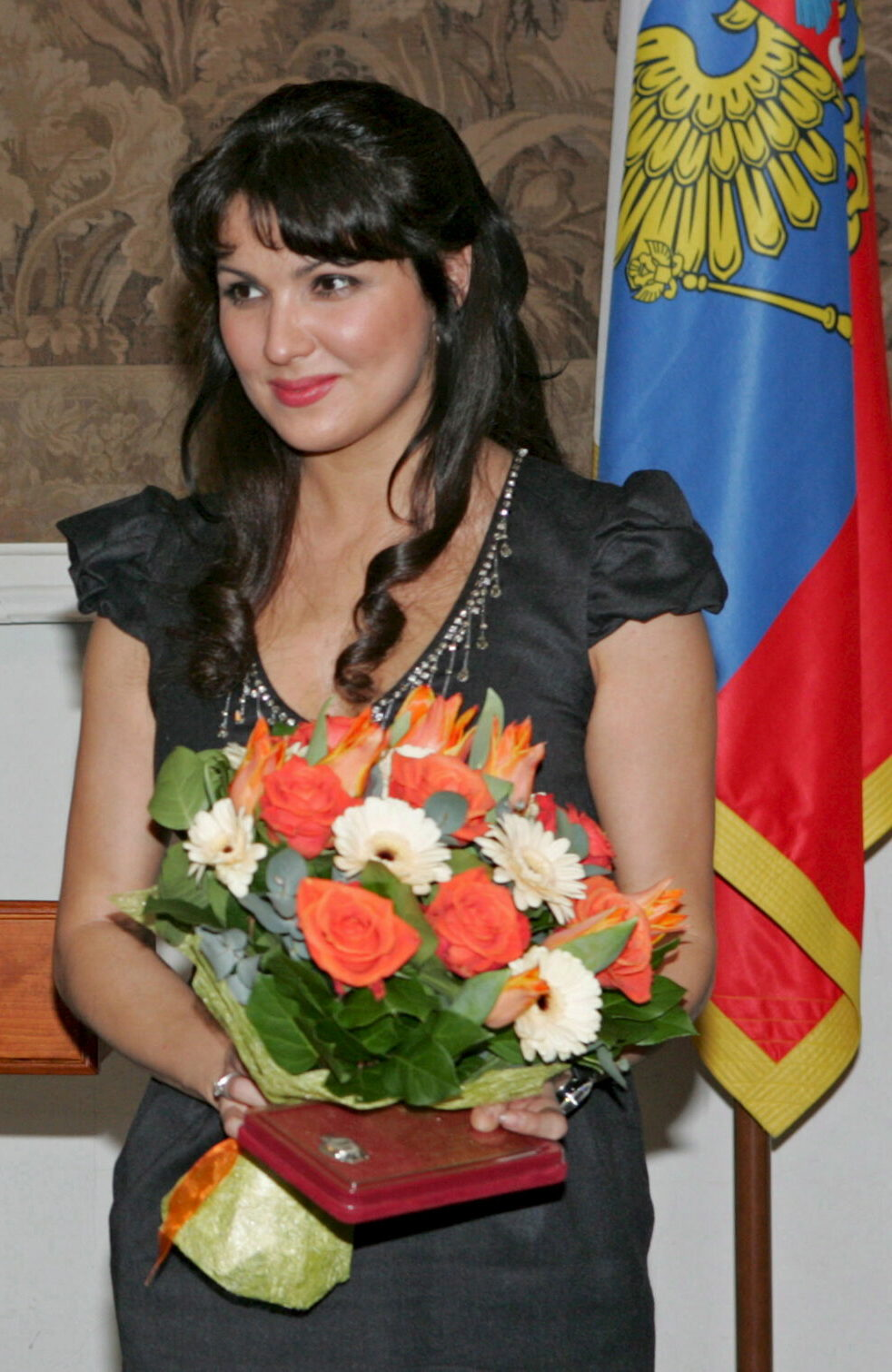
Anna Netrebko (* 1971)

- 1971: Anna Jurjewna Netrebko, russisch-österreichische Opernsängerin (Sopran)
- 1971: Jada Pinkett Smith, US-amerikanische Schauspielerin und Model
- 1971: Miriam Vlaming, niederländische Malerin
- 1972: Julia Cencig, österreichische Schauspielerin
- 1972: Christian Ehring, deutscher Kabarettist, Autor und Musiker
- 1973: Andreas Guenther, deutscher Schauspieler
- 1973: Ulla Lenze, deutsche Schriftstellerin
- 1973: Jamie Lidell, britischer Musiker
- 1973: Mark Shuttleworth, südafrikanischer Unternehmer und Kosmonaut
- 1974: Xzibit, US-amerikanischer Rapper und Fernsehmoderator
- 1975: Kai Achilles, deutscher Fußballspieler
- 1975: Markus Brandl, deutscher Schauspieler

#### 1976–2000

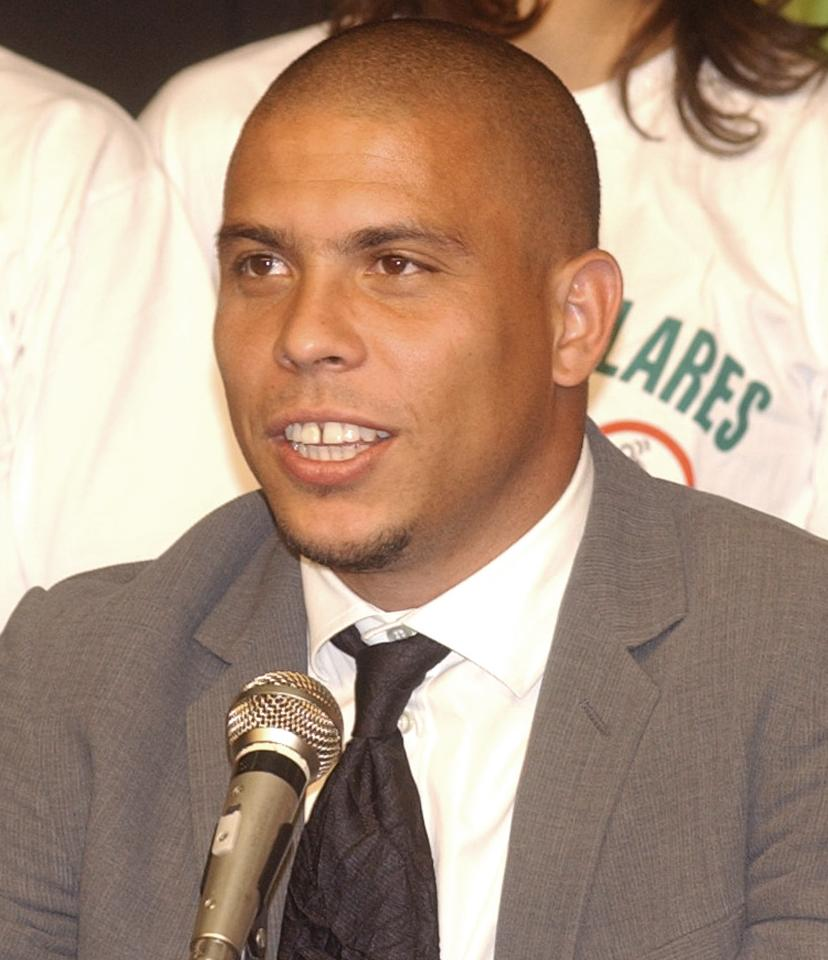
Ronaldo (* 1976)

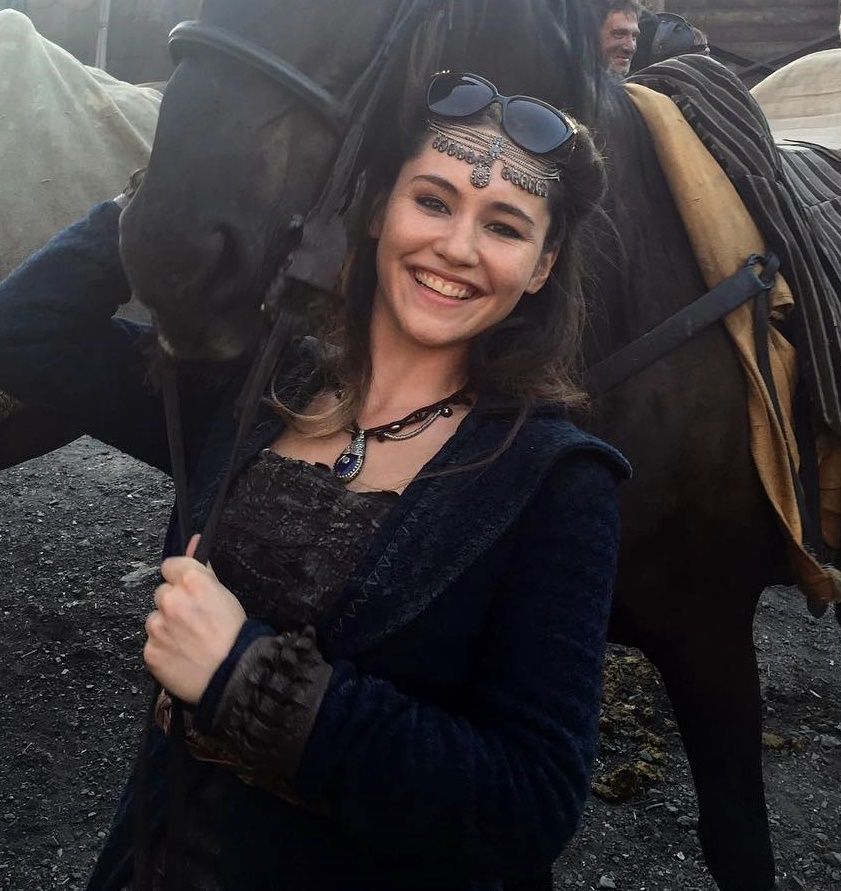
Christina Chong (* 1983)

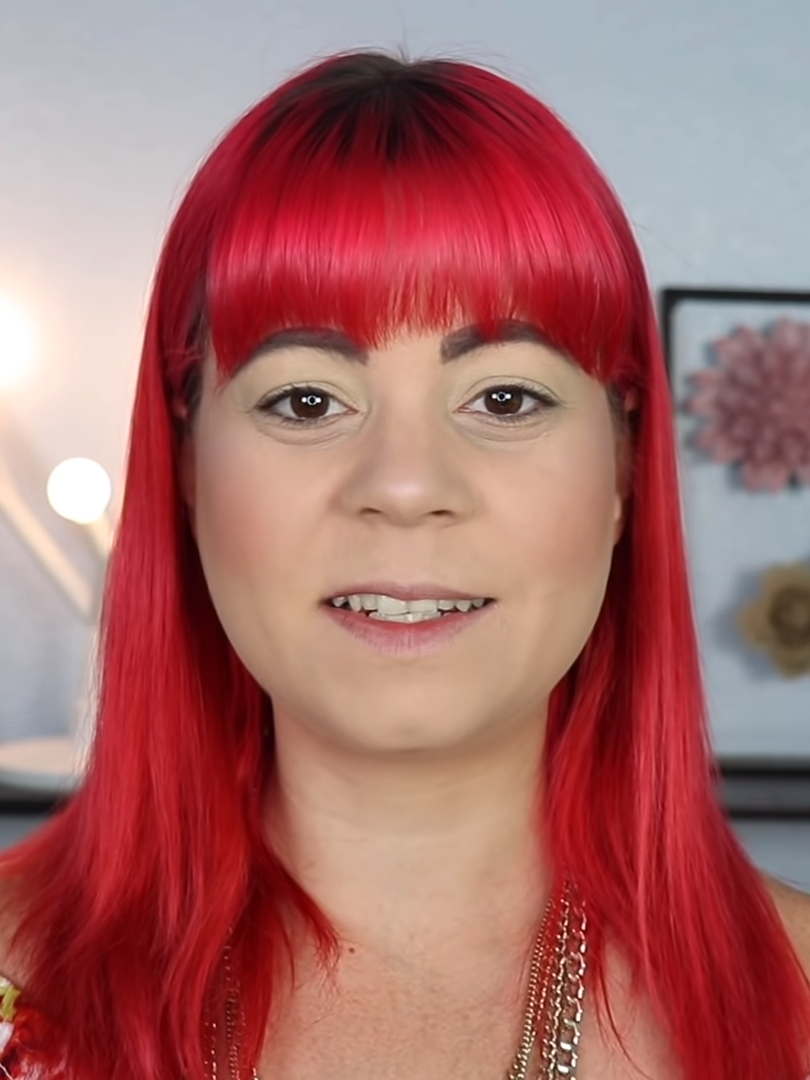
Annette Obrestad (* 1988)

- 1976: Sophina Brown, US-amerikanische Schauspielerin
- 1976: Sabine Hossenfelder, deutsche Physikerin
- 1976: Pernilla Larsson, schwedische Fußballschiedsrichterin
- 1976: Ronaldo, brasilianischer Fußballspieler
- 1977: Barrett Foa, US-amerikanischer Schauspieler
- 1977: Pete Zimmer, US-amerikanischer Jazz-Schlagzeuger und Bandleader
- 1978: Caroline Steffen, Schweizer Triathletin
- 1979: Lasse Boesen, dänischer Handballspieler und -trainer
- 1979: Ina Bornkessel-Schlesewsky, deutsche Neurolinguistin
- 1979: Alison Lohman, US-amerikanische Schauspielerin
- 1980: Ludovic Assemoassa, togoischer Fußballspieler
- 1980: Carolin Hingst, deutsche Leichtathletin
- 1981: Andrea Caracciolo, italienischer Fußballspieler
- 1981: Arie Luyendyk junior, niederländischer Rennfahrer
- 1981: Jennifer Tisdale, US-amerikanische Schauspielerin und Sängerin
- 1982: Lukas Reimann, Schweizer Politiker
- 1983: Angelina, italienische Sängerin
- 1983: Christina Chong, britische Schauspielerin
- 1984: Davor Landeka, bosnisch-herzegowinisch-kroatischer Fußballspieler
- 1985: Steffi Bergmann, deutsche Handballspielerin
- 1985: Michael Elsener, Schweizer Kabarettist
- 1985: Miroslav Milošević, österreichischer Fußballspieler
- 1986: Keeley Hazell, britisches Fotomodell
- 1986: Benjamin Pagès, französischer Fußballschiedsrichterassistent
- 1987: Daniel Addo, ghanaischer Fußballspieler
- 1987: Aykut Akgün, türkischer Fußballspieler
- 1987: Johanna Uekermann, deutsche Politikerin
- 1988: Asher Book, US-amerikanischer Schauspieler, Tänzer und Sänger
- 1988: Annette Obrestad, norwegische Pokerspielerin
- 1989: Martin Bruchmann, deutscher Musiker und Schauspieler

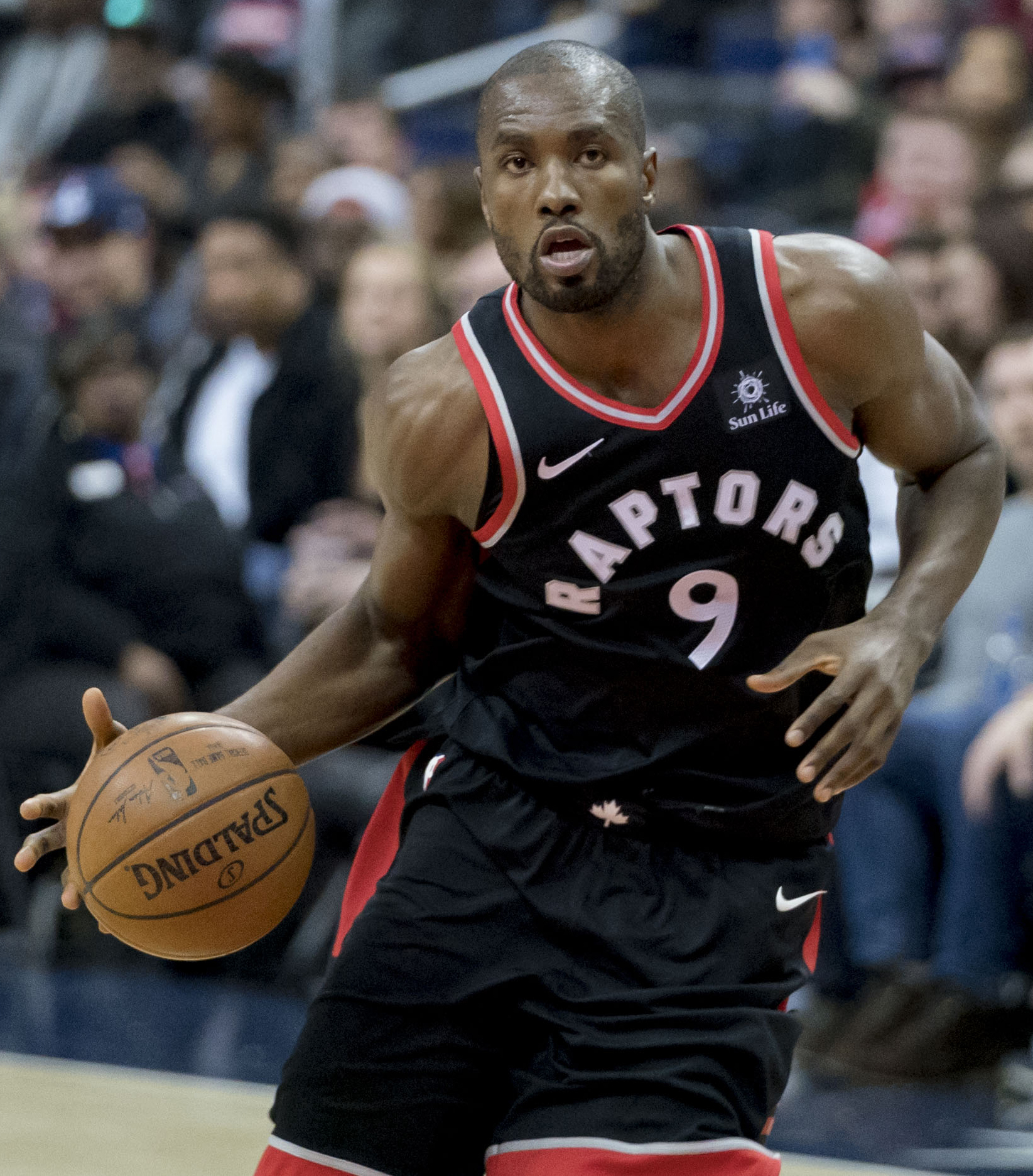
Serge Ibaka (* 1989)

- 1989: Serge Ibaka, kongolesisch-spanischer Basketballspieler
- 1989: Jane Ross, schottische Fußballspielerin
- 1990: Lewis Holtby, deutscher Fußballspieler
- 1991: Mariana Avitia, mexikanische Bogenschützin
- 1991: Zhao Lina, chinesische Fußballspielerin
- 1992: Anthony Stewart, englisch-jamaikanischer Fußballspieler
- 1993: Sebastian Maier, deutscher Fußballspieler
- 1994: Marie Meinzenbach, deutsche Schauspielerin
- 1994: Lukas Wenig, deutscher Dartspieler

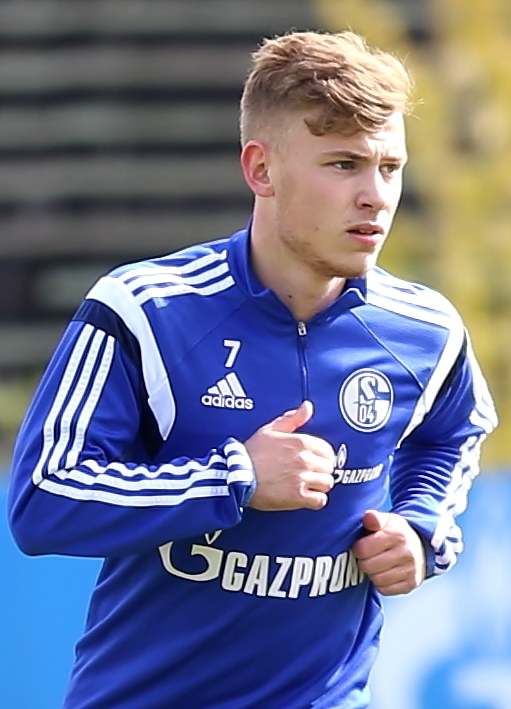
Max Meyer (* 1995)

- 1995: Max Meyer, deutscher Fußballspieler
- 1997: Laura van den Elzen, niederländische Sängerin
- 1998: Ethan Hayter, britischer Radrennfahrer
- 1998: Meng Fanqi, chinesische Biathletin
- 1998: Christian Pulisic, US-amerikanischer Fußballspieler
- 1999: Henrieta Horvátová, slowakische Biathletin
- 1999: Tatjana Ehammer, österreichische Freestyle-Skierin und Leichtathletin
- 2000: Marius Mayrhofer, deutscher Radrennfahrer

### 21. Jahrhundert
- 2002: Sidny Lopes Cabral, kapverdisch-niederländischer Fußballspieler
- 2002: Stuart McKinstry, schottischer Fußballspieler
- 2002: Antonio Serravalle, kanadischer Autorennfahrer
- 2004: Nodirbek Abdusattorov, usbekischer Schachgroßmeister

## Gestorben

### Vor dem 17. Jahrhundert

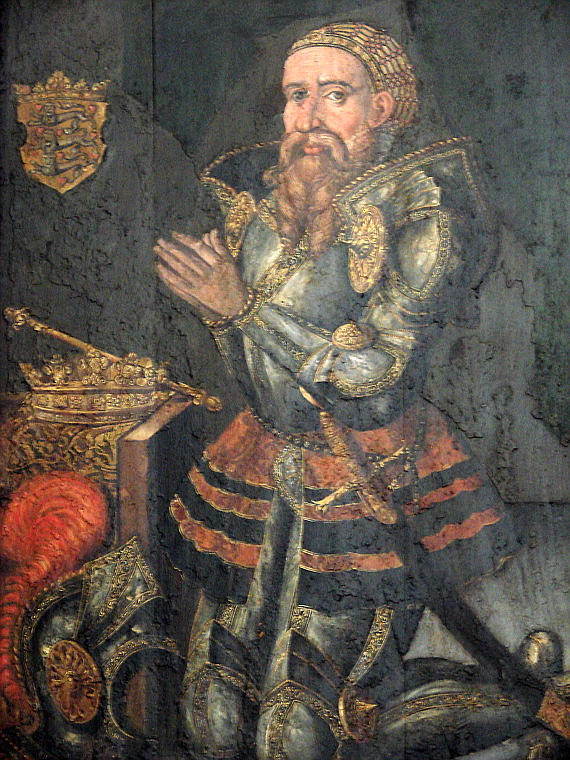
Erik II. († 1137)

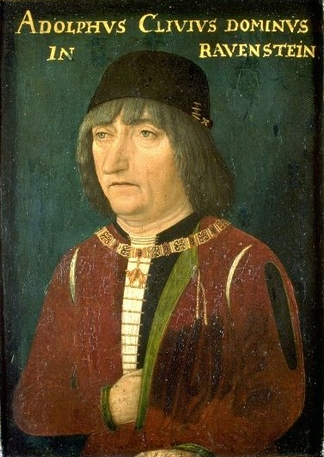
Adolf von Kleve († 1492)

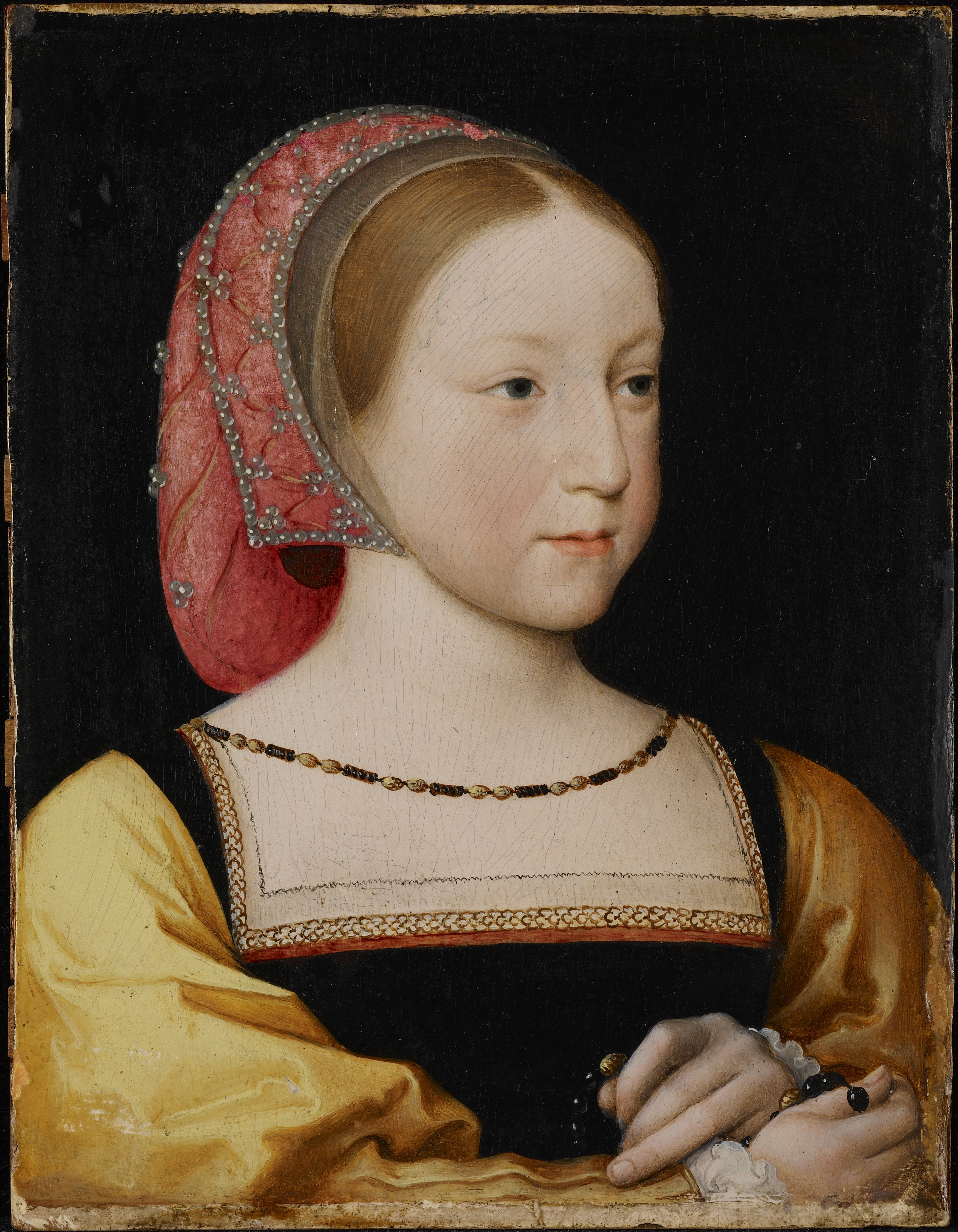
Charlotte von Frankreich († 1524)

- 0096: Domitian, römischer Kaiser
- 0096: Flavius Stephanus, Mörder des römischen Kaisers Domitian
- 0643: Goericus, Bischof von Metz
- 0887: Pietro I. Candiano, Doge von Venedig
- 1000: Tyra Haraldsdatter, Königin von Norwegen
- 1017: Heinrich, Markgraf von Schweinfurt
- 1035: Oda, von 1018 bis 1035 erste Äbtissin des Frauenstiftes Kaufungen, Nichte der Kaiserin Kunigunde
- 1137: Erik II., König von Dänemark
- 1180: Ludwig VII., König von Frankreich
- 1197: Petrus, dritter Erzbischof von Alt-Uppsala
- 1213: Bernhard von Pavia, Bischof von Faenza und Pavia
- 1221: Konrad von Eberbach, Abt des Klosters Eberbach und Kirchenschriftsteller
- 1261: Konrad von Hochstaden, Erzbischof von Köln
- 1279: Ulrich II., Graf von Württemberg
- 1310: Isarnus von Fontiano, Erzbischof von Riga, Erzbischof von Lund und Erzbischof von Salerno
- 1345: Andreas, ungarischer Prinz
- 1357: Lisa von Katzenelnbogen, Äbtissin im Stift Nottuln
- 1361: Ludwig V., Markgraf von Brandenburg und Herzog von Oberbayern
- 1385: Balša II., Fürst der Zeta
- 1426: Hubert van Eyck, flämischer Maler
- 1443: Ludwig von Luxemburg, französischer Adliger, Bischof von Thérouanne und Ely, Erzbischof von Rouen, Kanzler von Frankreich
- 1454: Rudolf, Herzog von Sagan und Söldnerführer des Deutschen Ordens
- 1474: Hermann III. von Breitenlandenberg, Bischof von Konstanz
- 1482: Philippe I. de Croÿ, Graf von Chimay, burgundischer Politiker
- 1492: Adolf von Kleve, deutscher Adeliger
- 1498: Giovanni Battista Savelli, Kardinal der katholischen Kirche
- 1510: Ursula von Brandenburg, Herzogin von Mecklenburg
- 1519: John Colet, englischer katholischer Priester und Theologe
- 1524: Charlotte von Frankreich, französische Prinzessin aus dem Haus Valois
- 1540: Johannes de Witte, flämischer Dominikaner
- 1562: Andreas Cellarius, deutscher evangelischer Theologe und Reformator
- 1584: Petrus Medmann, deutscher Theologe und Diplomat
- 1586: Ottavio Farnese, Herzog von Parma und Piacenza
- 1588: Johannes Matthaeus, deutscher evangelischer Theologe
- 1589: Dietrich Flade, deutscher Jurist, kurfürstlicher Rat, Richter und Stadtschultheiß
- 1598: Toyotomi Hideyoshi, japanischer Feldherr und Politiker, einer der „drei Reichseiniger“

### 17./18. Jahrhundert
- 1601: Wolf Dietrich von Gemmingen, baden-durlachscher Rat und Oberstleutnant
- 1612: Karl von Lamberg, Erzbischof von Prag
- 1624: Pedro Osores de Ulloa, spanischer Offizier und Gouverneur von Chile
- 1630: Melchior Khlesl, österreichischer Kardinal und Reichskanzler

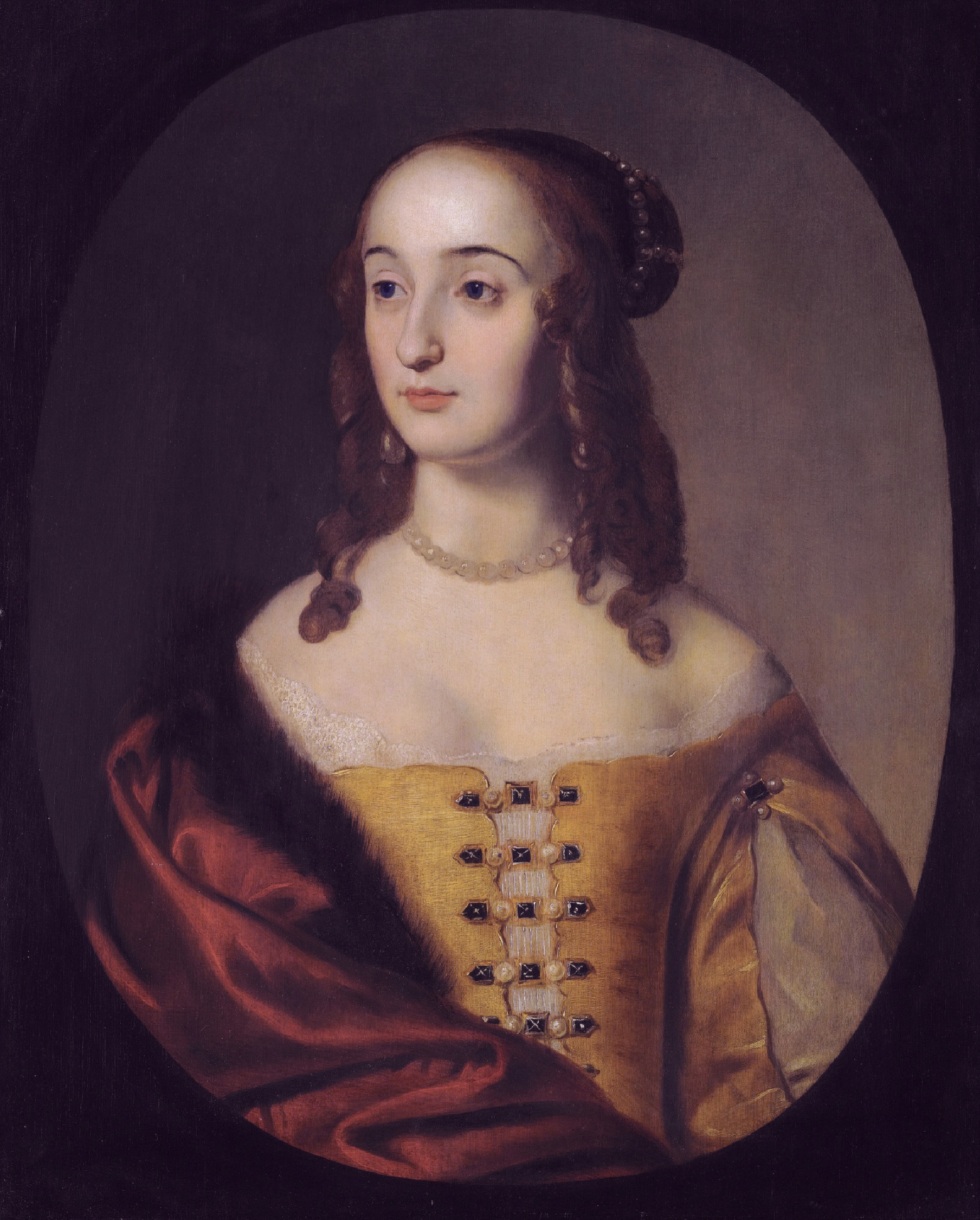
Henriette Marie von der Pfalz († 1651)

- 1651: Henriette Marie von der Pfalz, Gräfin von Mongatsch
- 1673: Justus Gesenius, deutscher Theologe und Kirchenliederdichter
- 1675: Karl IV., Herzog von Lothringen
- 1685: Christoph Alois Lautner, Opfer der Hexenprozesse in Mähren
- 1701: Gottfried Kapaun von Swoykow, Bischof von Königgrätz
- 1707: Friedrich Siegel, deutscher frühkapitalistischer Unternehmer
- 1720: Martin Charbonnier, französischer Gartenkünstler
- 1721: Matthew Prior, englischer Schriftsteller und Diplomat
- 1722: André Dacier, französischer Philologe und Bibliothekar
- 1722: Johann Caspar Horn, deutscher Komponist, Jurist und Arzt
- 1731: Sicco van Goslinga, friesischer Politiker und Diplomat
- 1744: Michał Serwacy Wiśniowiecki, litauischer Hetman und Großkanzler, Mitglied des Sejm
- 1751: Johann Andreas Hommel, deutscher Maler

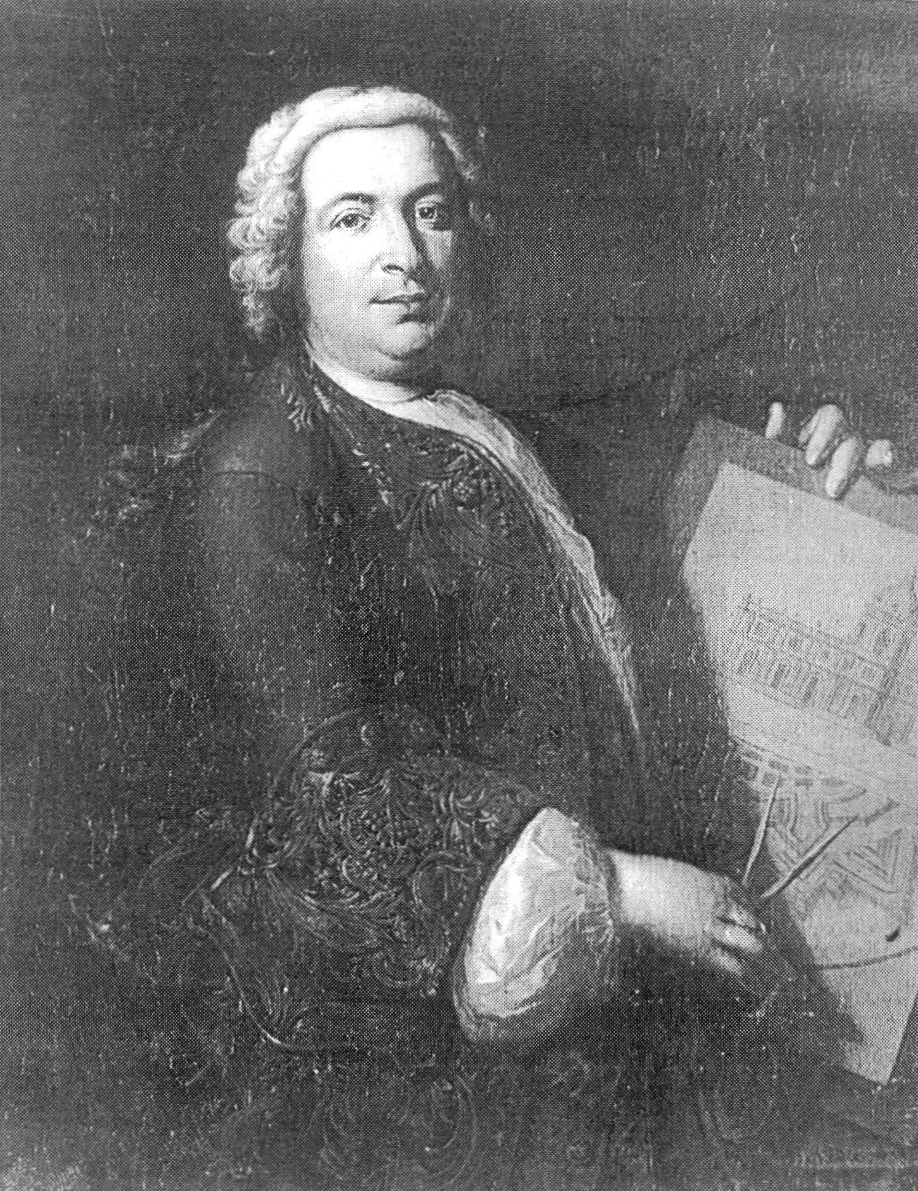
Leopoldo Retti († 1751)

- 1751: Leopoldo Retti, italienischer Architekt
- 1754: Charles-Antoine Leclerc de La Bruère, französischer Dramen-Autor und Historiker
- 1757: Isabelle Charlotte von Nassau-Dietz, Fürstin von Nassau-Dillenburg
- 1759: Santa Stella, italienische Sopranistin
- 1783: Leonhard Euler, Schweizer Mathematiker
- 1786: Hieronim Wincenty Radziwiłł, polnisch-litauischer Adeliger
- 1792: Georg Browne, russischer Feldmarschall

### 19. Jahrhundert
- 1802: Jost Dürler, Schweizer Offizier in französischen und englischen Diensten
- 1803: Antoine Hugot, französischer Flötist und Komponist
- 1809: Gottfried Christoph Beireis, deutscher Arzt und Chemiker

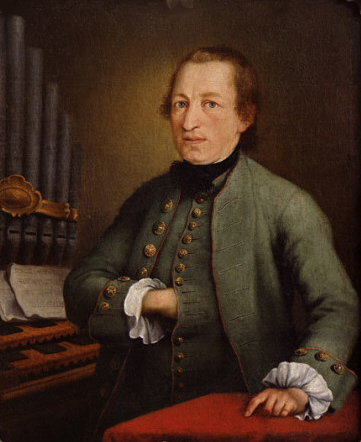
Johann Nepomuk Holzhey († 1809)

- 1809: Johann Nepomuk Holzhey, deutscher Orgelbauer
- 1811: André Rigaud, haitianischer Politiker
- 1811: Jean Trembley, Schweizer Mathematiker und Philosoph
- 1819: John Langdon, US-amerikanischer Politiker, Gouverneur von New Hampshire, Senator, erster Senatspräsident pro tempore
- 1847: József Kopácsy, ungarischer Metropolit und Erzbischof von Esztergom, Primas von Ungarn

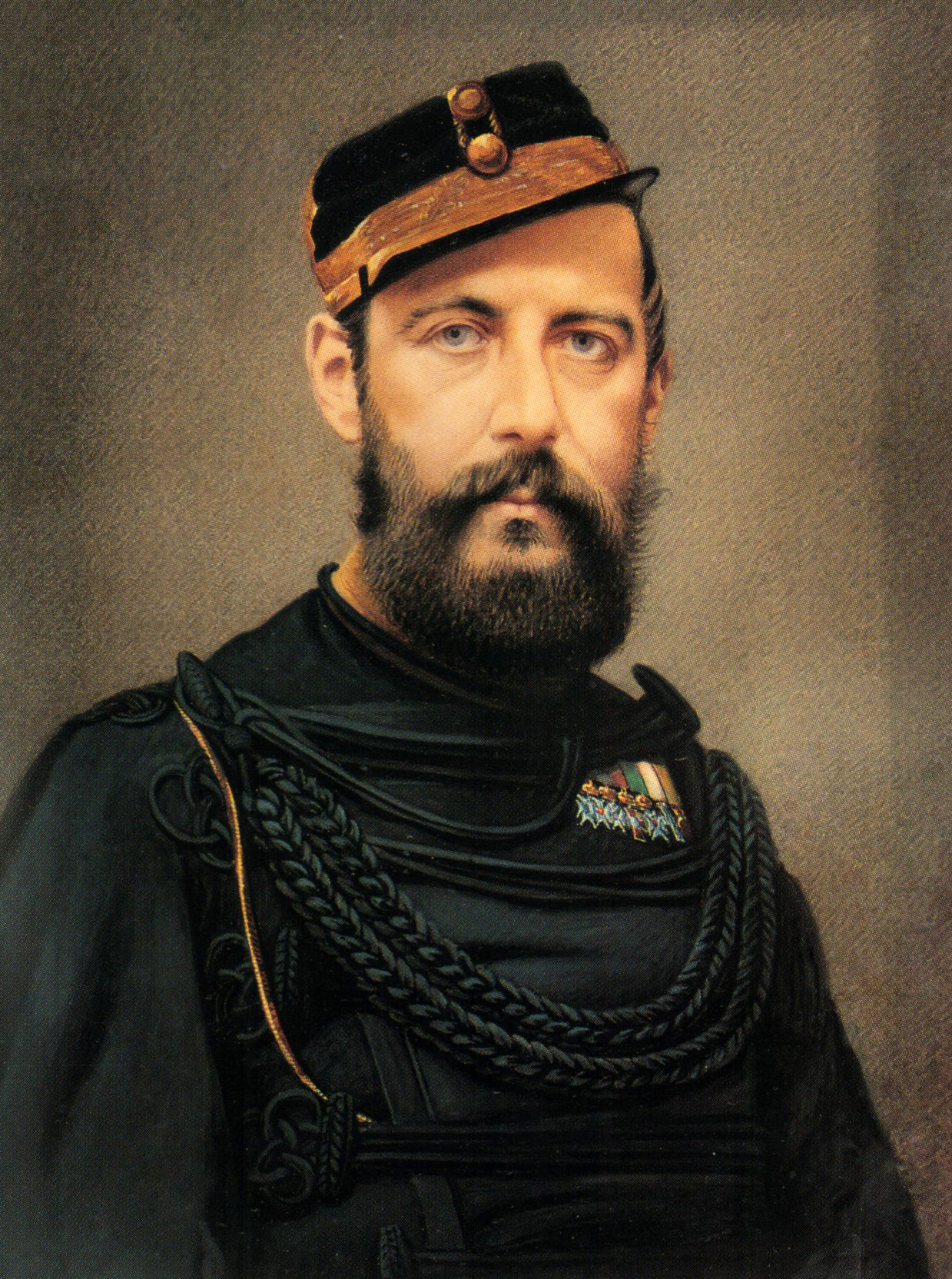
Karl XV. († 1872)

- 1848: Hans von Auerswald, deutscher Politiker
- 1848: Felix Lichnowsky, deutscher Politiker
- 1853: Ludwig von Haenlein, deutscher Diplomat
- 1853: Jan Isaac Wolterbeek, niederländischer Mediziner
- 1854: John W. Taylor, US-amerikanischer Politiker
- 1855: Friedrich von Ammon, deutscher Professor
- 1855: Karl Friedrich Bachmann, deutscher Philosoph und Mineraloge
- 1857: Karol Kurpiński, polnischer Komponist, Violinist und Dirigent
- 1857: Sebastian Lucius, deutscher Fabrikant
- 1868: Wolfgang Killias, Schweizer Techniker und Eisenbahnpionier
- 1870: Amalie von Sachsen, deutsche Komponistin und Schriftstellerin
- 1872: Karl XV., König von Schweden, als Karl IV. König von Norwegen
- 1881: William F. M. Arny, US-amerikanischer Politiker

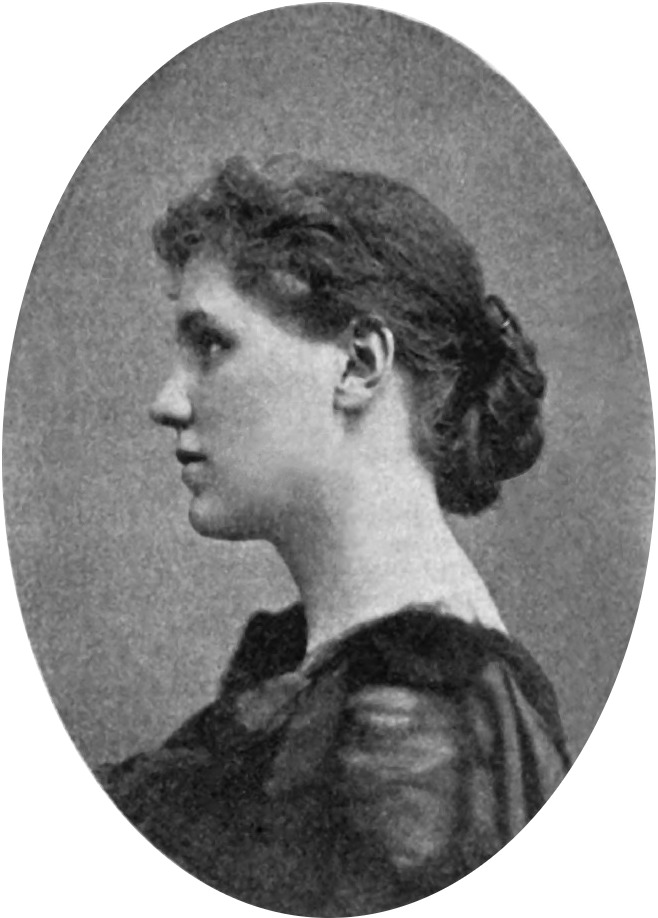
Varina Anne Davis († 1898)

- 1889: Paul Eck, deutscher Ministerialbeamter
- 1890ː Minna Borée, deutsche Opernsängerin
- 1890ː Jeanne Samary, französische Schauspielerin
- 1891: José Manuel Balmaceda, chilenischer Politiker
- 1893: Christoph Arnold, deutscher Politiker
- 1894: Rafael Núñez, Präsident Kolumbiens
- 1896: Hippolyte Fizeau, französischer Physiker
- 1898ː Varina Anne Davis, US-amerikanische Schriftstellerin und Künstlerin
- 1898: Émile Mayade, französischer Autopionier und Rennfahrer

### 20. Jahrhundert

#### 1901–1950

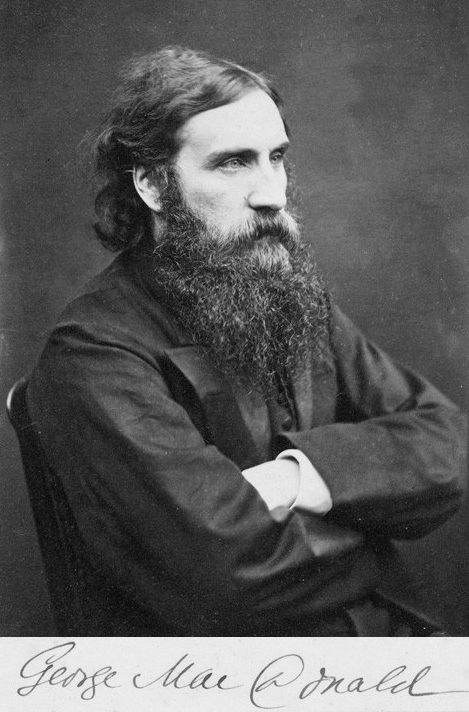
George MacDonald († 1905)
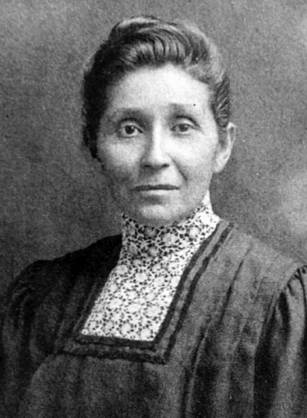
Susan La Flesche Picotte († 1915)
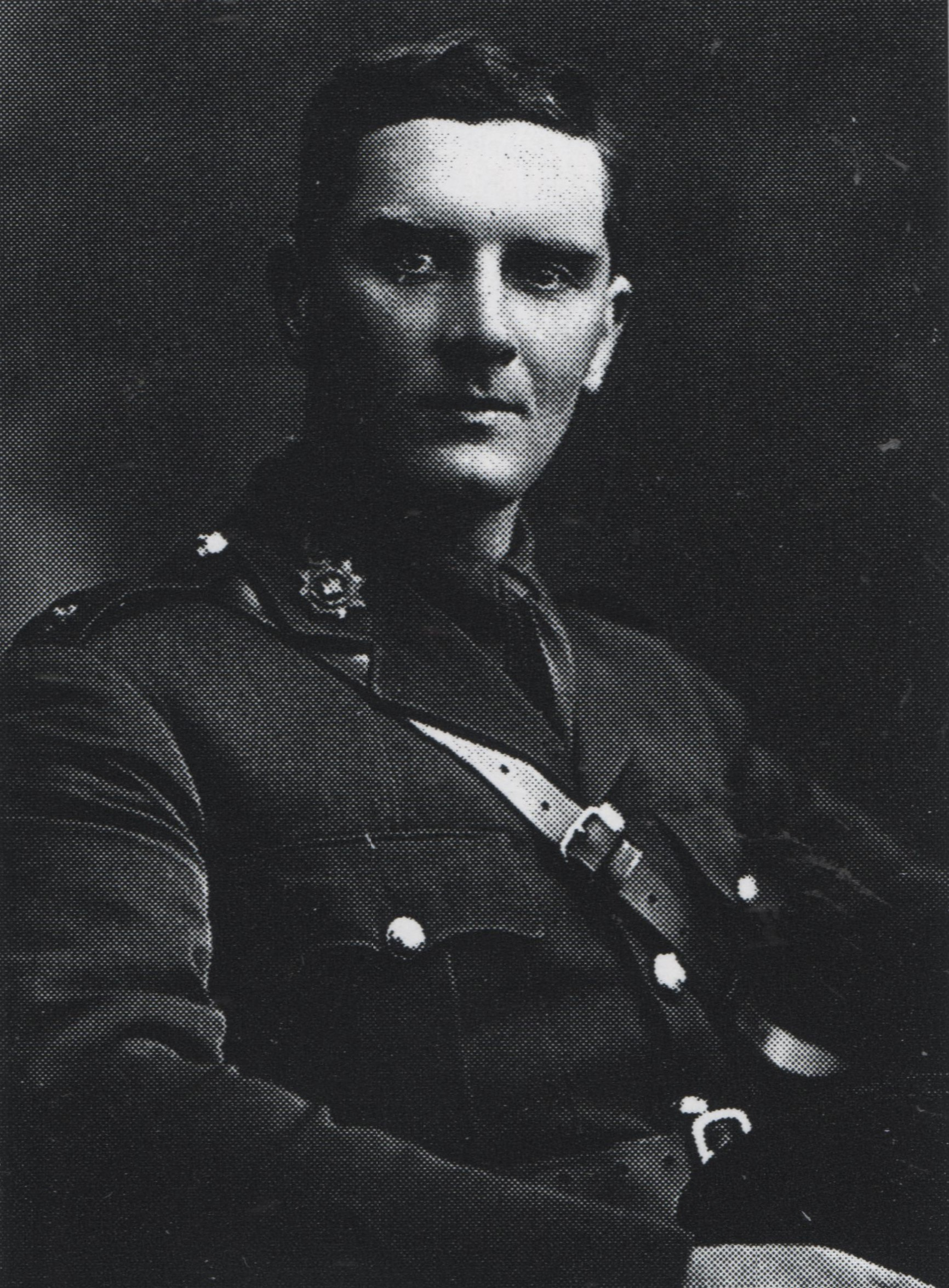
Ernest Farrar († 1918)

- 1903: Alexander Bain, schottischer Philosoph und Pädagoge
- 1903: Theodor Kirchner, deutscher Komponist, Dirigent, Organist und Pianist
- 1903ː Eleonore zu Stolberg-Wernigerode, deutsche Dichterin
- 1904: Herbert von Bismarck, deutscher Politiker, MdR, Minister
- 1905: George MacDonald, schottischer Schriftsteller, Dichter und Pfarrer
- 1905: Willy Schmitter, deutscher Radrennfahrer
- 1907: Ernest Blum, französischer Dramatiker und Librettist
- 1911: Pjotr Arkadjewitsch Stolypin, russischer Politiker
- 1913: Richard Loening, deutscher Rechtswissenschaftler
- 1914: Götz Riedesel zu Eisenbach, deutscher Beamter und Offizier
- 1915: Susan La Flesche Picotte, amerikanische Sozialreformerin und Ärztin
- 1915: Otto von Kühlmann, deutscher Advokat und Politiker sowie Generaldirektor der Anatolischen Eisenbahn
- 1918: Ernest Farrar, britischer Komponist und Organist
- 1918: Wladimir Alexejewitsch Senilow, russischer Komponist
- 1920: Robert Beaven, kanadischer Politiker und Unternehmer, Premierminister von British Columbia
- 1922: Cornelis Adrianus Pekelharing, niederländischer Mediziner
- 1924: Francis Herbert Bradley, britischer Philosoph
- 1926: Leonard Lyell, 1. Baron Lyell, schottischer Politiker

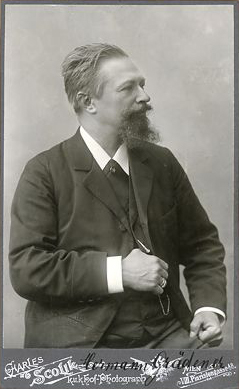
Hermann Graedener († 1929)
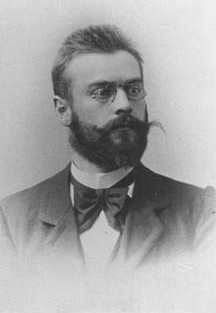
Cornelis Dopper († 1939)
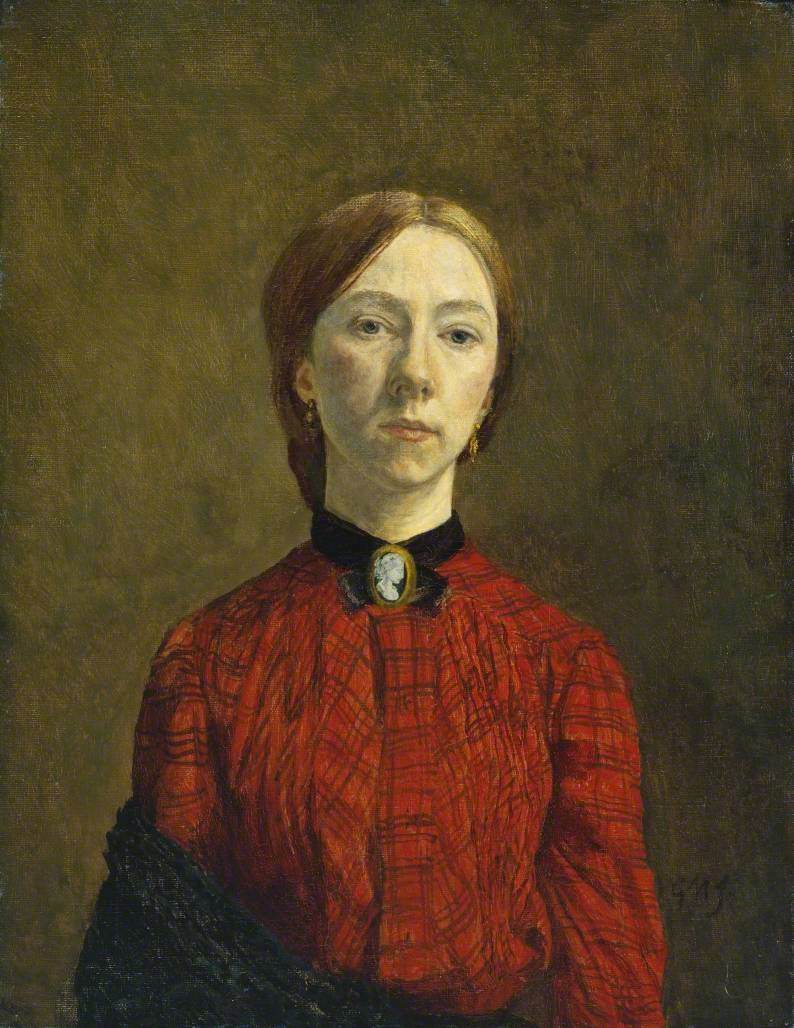
Gwen John († 1939)
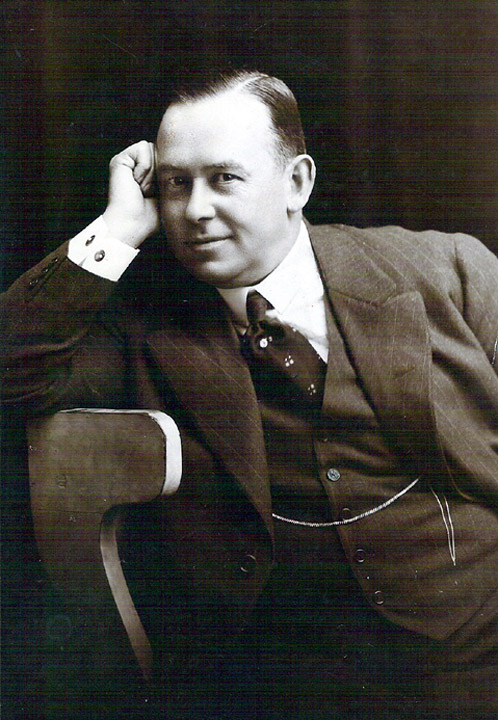
Fred Karno († 1941)

- 1927: Anna Lavinia Van Benschoten, US-amerikanische Mathematikerin
- 1929: Hermann Graedener, deutscher Komponist
- 1930: Leopold von Bayern, deutscher Generalfeldmarschall
- 1931: Geli Raubal, Nichte Adolf Hitlers
- 1933: Armand Weiser, österreichischer Architekt und Fachschriftsteller
- 1934: Fritz Rehn, deutscher Richter, erster Präsident des Volksgerichtshofs
- 1936: Konrad Burdach, deutscher Germanist
- 1938: Ole Hjellemo, norwegischer Komponist
- 1939: Cornelis Dopper, niederländischer Komponist und Dirigent
- 1939ː Gwen John, walisische Malerin
- 1939: Hugo Urban-Emmerich, tschechoslowakischer Unternehmer und Automobilrennfahrer
- 1939: Stanisław Ignacy Witkiewicz, polnischer Dramatiker
- 1940: Christian Jensen, deutscher Altphilologe und Papyrologe
- 1941: Fred Karno, britischer Theaterproduzent
- 1942ː Leonore Brecher, österreichische Zoologin, Holocaustopfer
- 1942: Vinzenz Muchitsch, österreichischer Politiker
- 1944: Bernhard Bästlein, deutscher Kommunist, Widerstandskämpfer gegen den Nationalsozialismus
- 1944: Anton Saefkow, deutscher Kommunist, Widerstandskämpfer gegen den Nationalsozialismus
- 1945: Volin, russischer Anarchist und Revolutionär
- 1945: Arnold Ræstad, norwegischer Historiker und Politiker, Außenminister
- 1946: Charles O. Andrews, US-amerikanischer Politiker
- 1947: Clifford W. Ashley, US-amerikanischer Maler und Autor
- 1949: Frank Morgan, US-amerikanischer Schauspieler
- 1949: Theodor Zöckler, deutscher evangelischer Pfarrer

#### 1951–2000

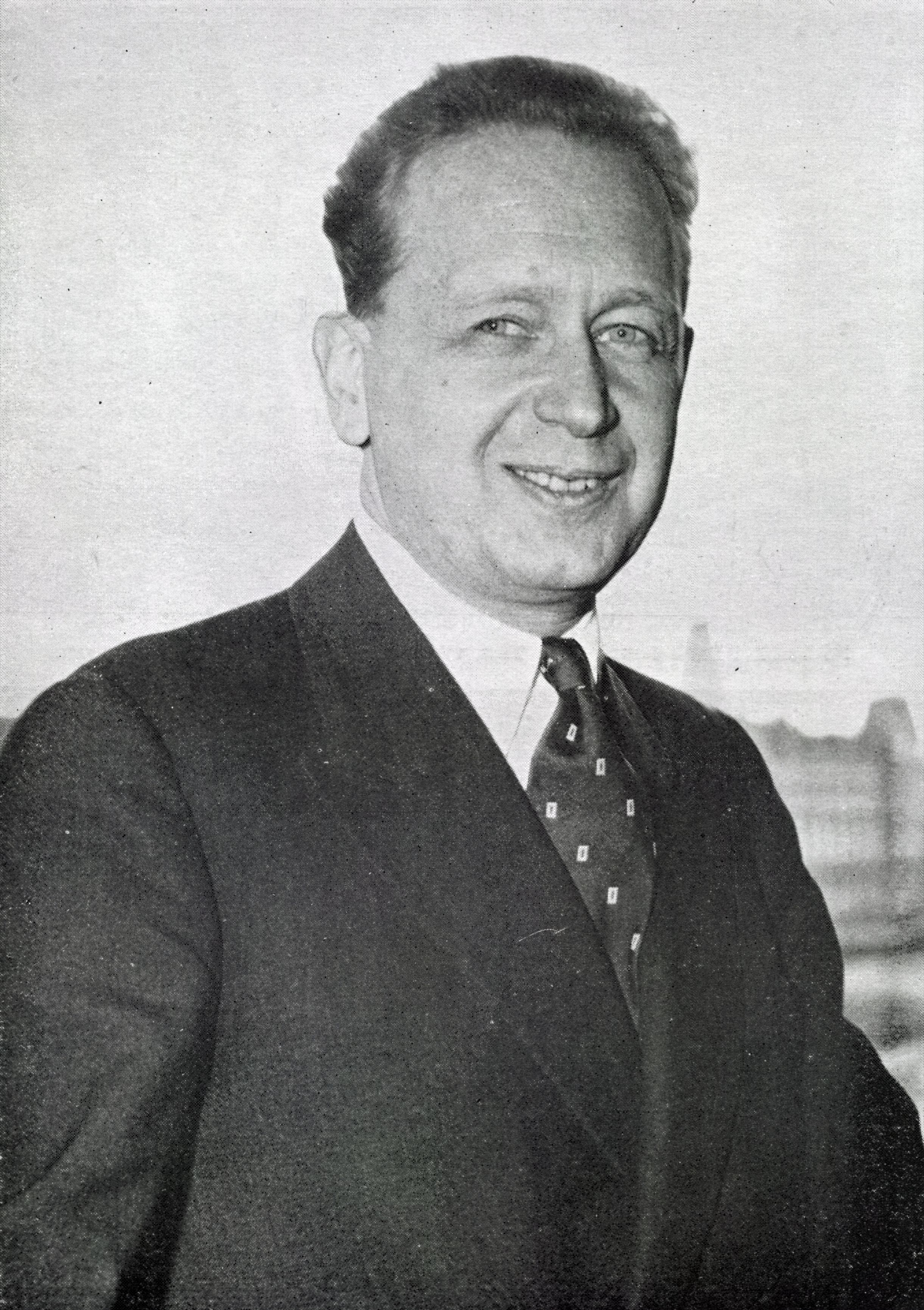
Dag Hammarskjöld († 1961)

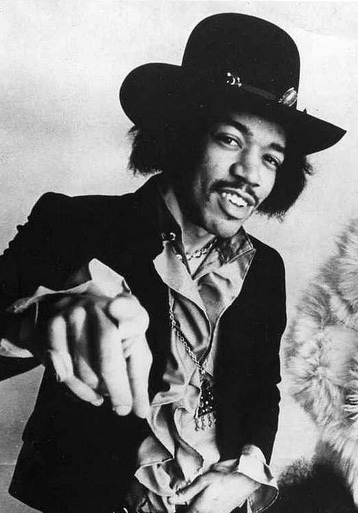
Jimi Hendrix († 1970)

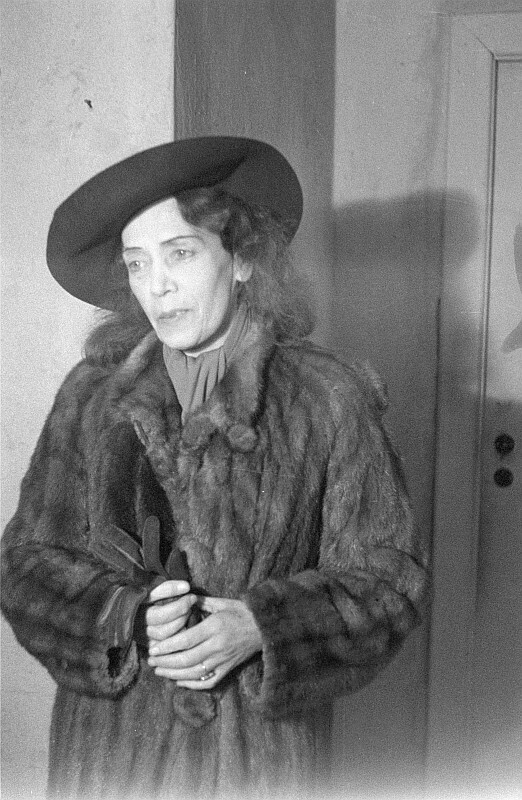
Mary Wigman († 1973)

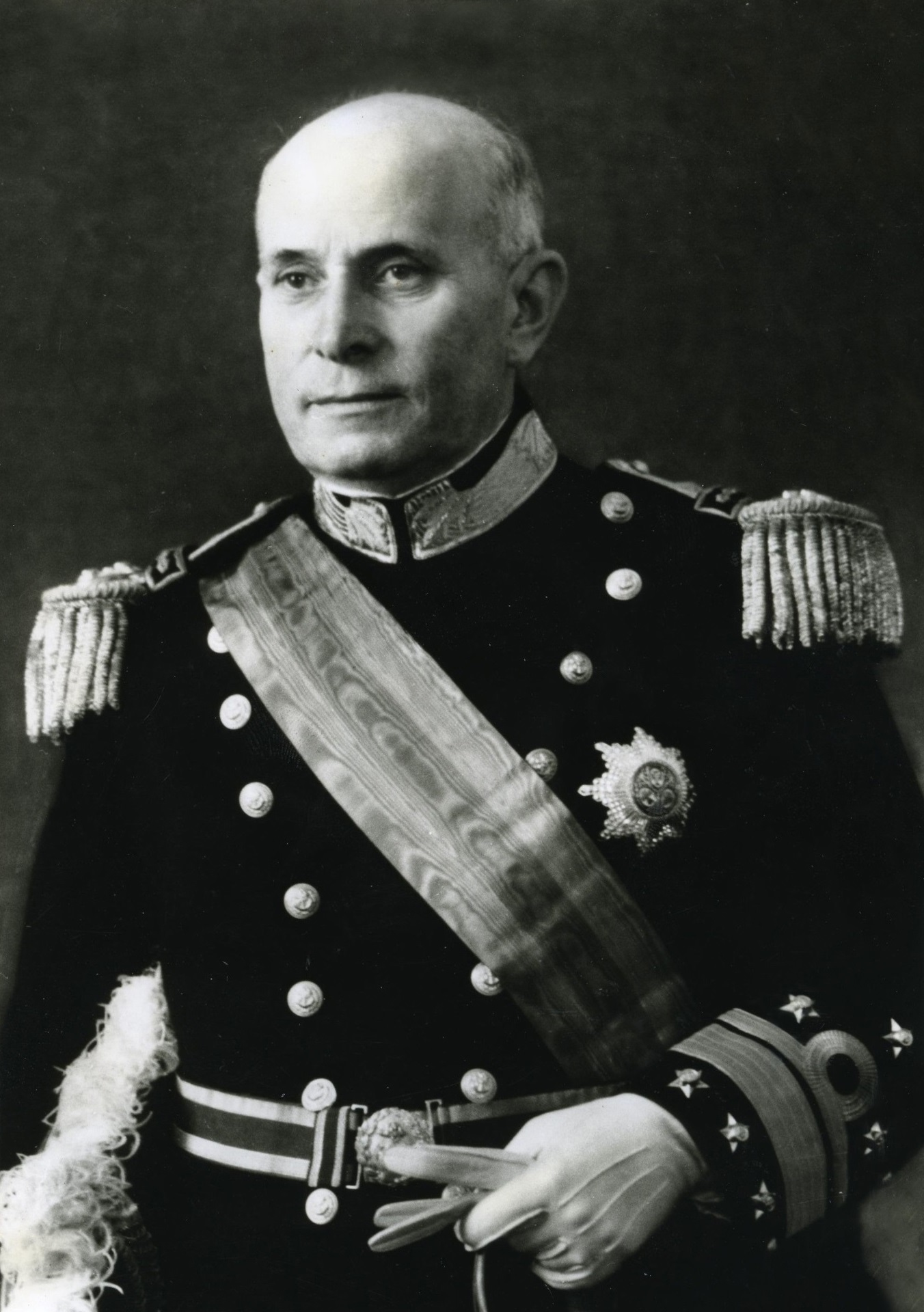
Américo Tomás († 1987)

- 1958: Olaf Gulbransson, norwegischer Karikaturist, Lithograf und Maler
- 1959: Benjamin Péret, französischer Dichter und Schriftsteller
- 1961: Dag Hammarskjöld, schwedischer Politiker, zweiter UN-Generalsekretär, Nobelpreisträger
- 1962: Therese Neumann, deutsche Bauernmagd, katholische Mystikerin
- 1962: Ahmad ibn Yahya, König der Zaiditen im Nordjemen
- 1964: Marguerite Mareuse, französische Autorennfahrerin
- 1966: Karl Adler, deutscher Gynäkologe
- 1966: Will Shade, US-amerikanischer Blues-Musiker
- 1967: John Cockcroft, britischer Atomphysiker, Nobelpreisträger
- 1968: Virgilio Felice Levratto, italienischer Fußballspieler und -trainer
- 1969: Félix López, dominikanischer Songwriter
- 1969: Rudolf Wagner-Régeny, deutscher Komponist
- 1970: Karl Fitzkow, deutscher Schriftsteller, Denkmalschützer und Heimatforscher
- 1970: Jimi Hendrix, US-amerikanischer Gitarrist und Sänger
- 1971: Walther Binner, deutscher Schwimmer
- 1972: Fritz Glarner, Schweizer Maler
- 1973: Adam Adrio, deutscher Musikwissenschaftler
- 1973: Mary Wigman, deutsche Tänzerin, Choreografin und Tanzpädagogin
- 1975: Luis Concha Córdoba, kolumbianischer Geistlicher, Erzbischof von Bogotá und Kardinal
- 1976: Herbert Pfeiffer, deutscher General
- 1978: Rudolf Nebel, deutscher Raketenkonstrukteur
- 1980: Jo Herbst, deutscher Schauspieler und Kabarettist
- 1980: Katherine Anne Porter, US-amerikanische Schriftstellerin
- 1983: Madschid Arslan, libanesischer Drusenführer
- 1983: Horst Teichmann, deutscher Physiker und Hochschullehrer
- 1987: Américo Tomás, portugiesischer Admiral, Staatspräsident
- 1989: Rudolf Krämer-Badoni, deutscher Schriftsteller
- 1990: Claude Loyola Allgén, schwedischer Komponist und Bratschist
- 1992: David Bodian, US-amerikanischer Mediziner
- 1992: Harald Koch, deutscher Politiker, Landesminister, MdB
- 1992: Earl Van Dyke, US-amerikanischer Multi-Instrumentalist
- 1995: Erwin Waldschütz, österreichischer Philosoph
- 1996: Annabella, französische Schauspielerin
- 1996: Ulrich Beiger, deutscher Schauspieler und Regisseur
- 1998: Kurt Hager, deutscher Politiker, Mitglied des Zentralkomitees und des Politbüros des ZK der SED, gilt als Chefideologe der SED
- 1999: Leo Amberg, Schweizer Radrennfahrer
- 1999: Dieter Diekmann, deutscher Kommunalpolitiker

### 21. Jahrhundert
- 2001: Ingeborg Sommer, deutsche Journalistin

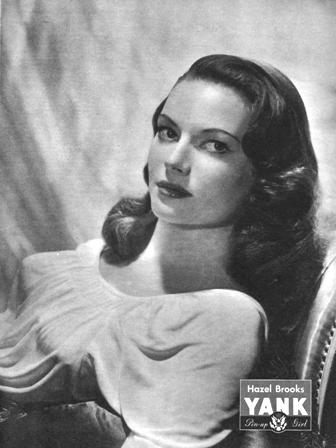
Hazel Brooks († 2002)

- 2002: Hazel Brooks, US-amerikanische Schauspielerin
- 2002: Bob Hayes, US-amerikanischer Sprinter und American-Football-Spieler
- 2002: Herbert Schmidt, deutscher Ruderer
- 2002: Siobhán Vernon, irische Mathematikerin
- 2003: Franz Josef Attems-Petzenstein, österreichischer Generalmajor
- 2003: Emil Fackenheim, deutscher Philosoph und Rabbi
- 2004: Margret Knoop-Schellbach, deutsche Malerin

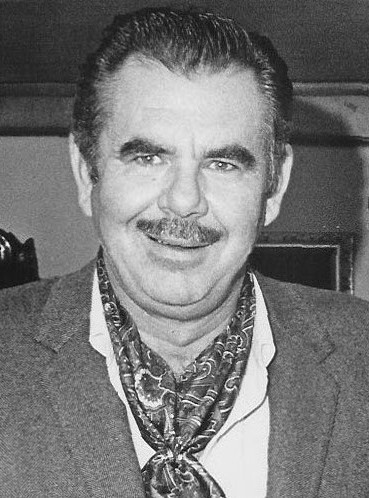
Russ Meyer († 2004)

- 2004: Russ Meyer, US-amerikanischer Regisseur, Drehbuchautor und Produzent
- 2005: Joachim Raffert, deutscher Journalist und Politiker, MdB
- 2005: Rupert Riedl, österreichischer Biologe
- 2006: Manson Benedict, US-amerikanischer Chemiker und Kerntechniker
- 2006: Leo Navratil, österreichischer Psychiater
- 2006: Heinz Trettner, deutscher Offizier, Generalinspekteur der Bundeswehr
- 2008: Mauricio Kagel, argentinisch-deutscher Komponist und Dirigent, Librettist und Regisseur
- 2008: Robert Vogel, deutscher Unternehmer und Milliardär, Politiker, MdL
- 2009: Utz Jeggle, deutscher Volkskundler
- 2009: Irving Kristol, US-amerikanischer Sozialwissenschaftler
- 2010: Jill Johnston, US-amerikanische Autorin, Journalistin und LGBT-Aktivistin
- 2010: Walter Womacka, deutscher Maler und Grafiker
- 2010: Franz Zodl, österreichischer Meisterkoch
- 2011: Kurt Sanderling, deutscher Dirigent
- 2012: Santiago Carrillo, spanischer Politiker
- 2012: Jorge Manicera, uruguayischer Fußballspieler
- 2013: Hans Daiber, deutscher Journalist und Autor

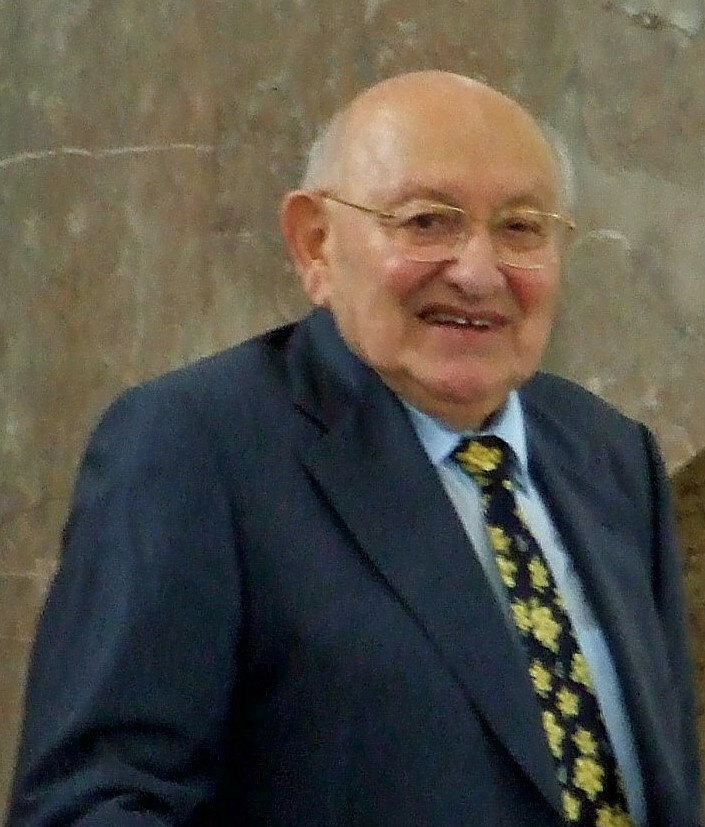
Marcel Reich-Ranicki († 2013)

- 2013: Marcel Reich-Ranicki, deutscher Literaturkritiker polnischer Herkunft
- 2014: Jan Berdyszak, polnischer Bildhauer, Maler, Installationskünstler, Kunsttheoretiker und -lehrer
- 2014: Kenny Wheeler, kanadischer Jazzmusiker
- 2015: Thea Eymèsz, deutsche Filmeditorin
- 2015: Mario Menéndez, argentinischer General
- 2015ː  Christa von der Marwitz, deutsche Autorin, Wirtschaftskorrespondentin und Kommunalpolitikerin
- 2016: Robert W. Cone, US-amerikanischer General
- 2016: Lee Ho-chol, südkoreanischer Schriftsteller
- 2017: Egbert Möcklinghoff, deutscher Jurist und Politiker
- 2017: Surab Sotkilawa, georgischer Fußballer und Opernsänger
- 2018: Marceline Loridan, französische Holocaustüberlebende, Drehbuchautorin und Regisseurin
- 2018: Robert Venturi, US-amerikanischer Architekt und Architekturtheoretiker
- 2019: Werner Sindemann, deutscher Opernsänger
- 2019: Ernst Heitsch, deutscher klassischer Philologe

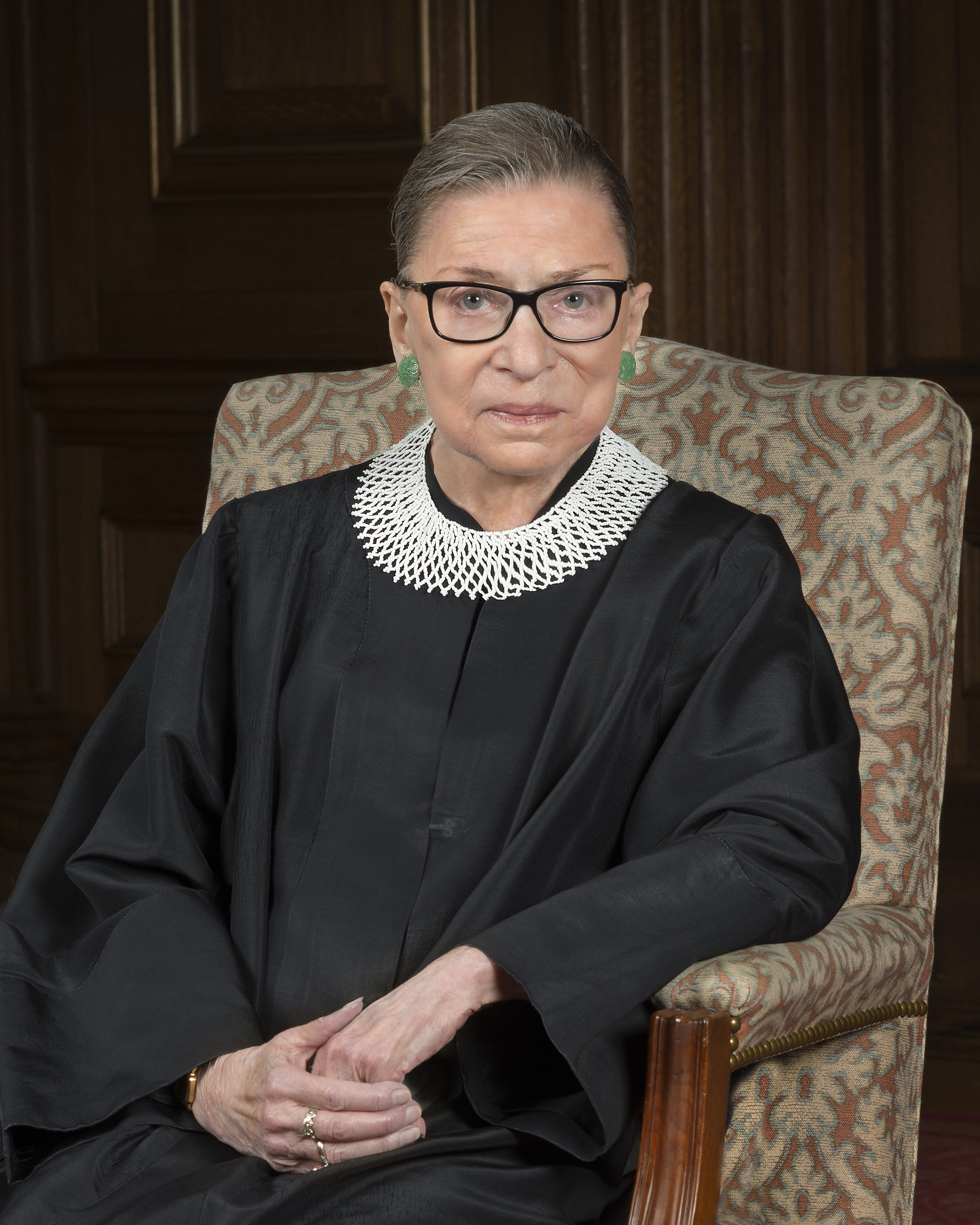
Ruth Bader Ginsburg († 2020)

- 2020: Ruth Bader Ginsburg, US-amerikanische Richterin
- 2020: Joachim Kunert, deutscher Regisseur
- 2021: Iris Davis, US-amerikanische Sprinterin
- 2021: Wilfried Dziallas, deutscher Schauspieler
- 2022: Mustafa Dağıstanlı, türkischer Ringer
- 2022: Nicolas Schindelholz, Schweizer Fußballspieler
- 2024: Cordula Güdemann, deutsche Malerin und Zeichnerin
- 2024: Nick Gravenites, US-amerikanischer Sänger, Songschreiber und Produzent
- 2024: Salvatore „Totò“ Schillaci, italienischer Fußballspieler

## Feier- und Gedenktage
- Kirchliche Gedenktage:
  - Hl. Lambert von Lüttich, Bischof von Maastricht, Glaubensbote in Brabant und Märtyrer (evangelisch, katholisch im deutschen Sprachgebiet)
  - August Gottlieb Spangenberg, Bischof der Herrnhuter Brüdergemeine (evangelisch)
  - Hl. Ferreolus von Vienne, römischer Militärtribun und Märtyrer (katholisch)
  - Dag Hammarskjöld, schwedischer Reformer (evangelisch: ELCA)
- Namenstage
  - Ricarda
- Staatliche Feier- und Gedenktage
  - Chile: Beginn des Unabhängigkeitsprozesses (1810)

Weitere Einträge enthält die Liste von Gedenk- und Aktionstagen.